# Luzarches
Luzarches é uma comuna francesa localizada no departamento de Val-d'Oise na região da Ilha de França.
Seus habitantes são chamados Luzarchois.
Sua atmosfera calma e a sua situação agradável levaram muitos burgueses parisienses a construir residências de verão durante o último quartel do século XIX e a comuna também se tornou um lugar de excursões dominicais para os suburbanos. Luzarches é hoje uma cidade essencialmente residencial, parte do Parque natural regional Oise-Pays de France.

## Geografia

### Comunas limítrofes
Luzarches é, depois de Gonesse, a comuna mais estendida do Val-d'Oise. Devido a isso, o número de comunas limítrofes é alto, com doze comunas no total.
A comuna é limítrofe de Chaumontel e Coye-la-Forêt ao norte, Orry-la-Ville e La Chapelle-en-Serval ao nordeste, Asnières-sur-Oise ao noroeste, Lassy, Bellefontaine e Fosses a leste, Le Plessis-Luzarches ao sudeste, Seugy e Viarmes a oeste, Belloy-en-France ao sudoeste e Épinay-Champlâtreux a sul.

### Transportes

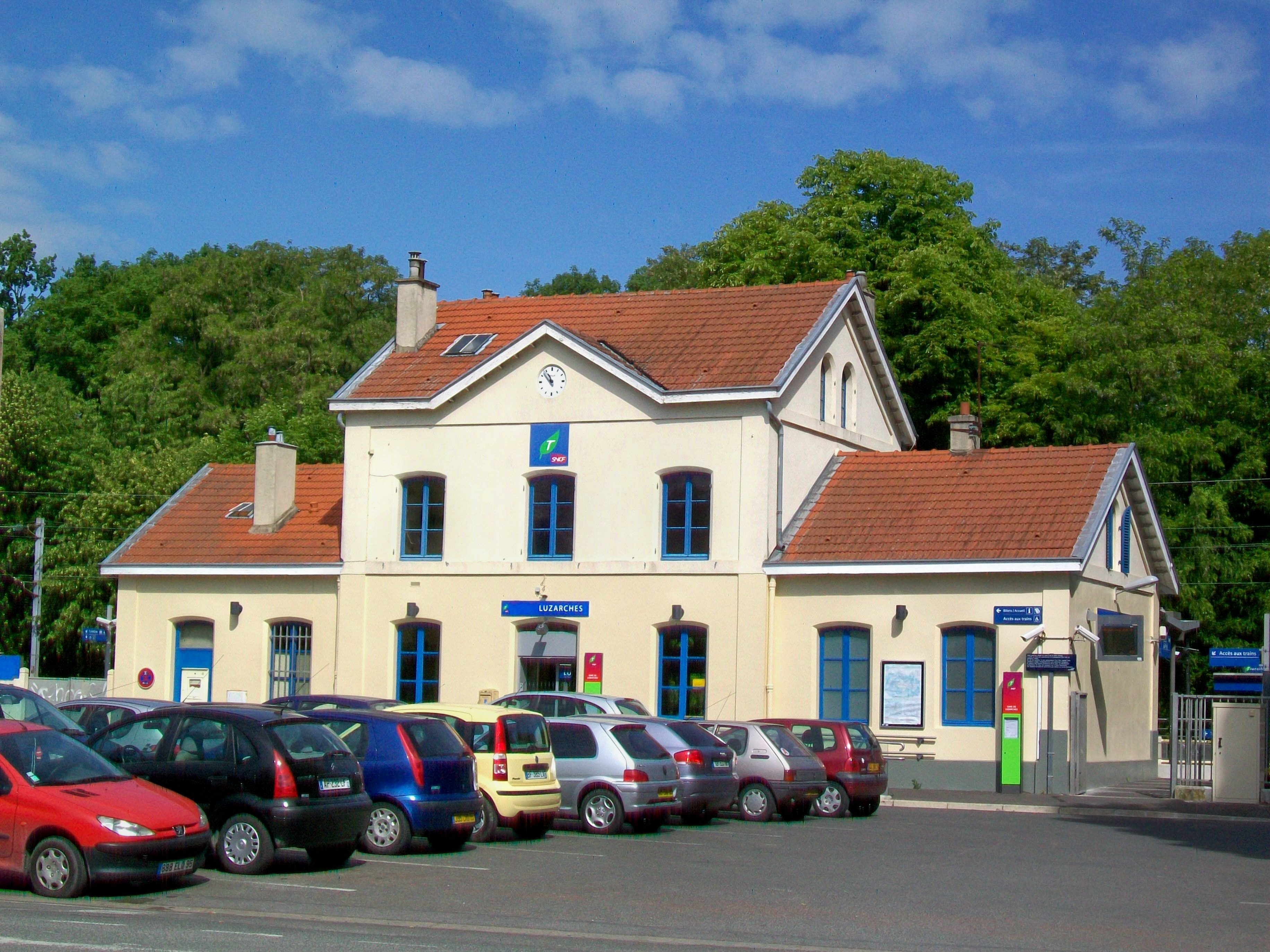
Estação de Luzarches, no lado da cidade.

A estação de Luzarches é o terminal de um dos ramais do Transilien Paris-Nord, linha H do Transilien. Ela é servido com um trem semi-direto a cada 30 minutos durante os horários de pico (direto de Sarcelles - Saint-Brice para Montsoult-Maffliers e omnibus em seguida) e por um trem omnibus de hora em hora. O resto do tempo. É contado de 46 a 48 minutos de passeio a partir da Gare du Nord.
O centro da cidade de Luzarches é servido pelas linhas de ônibus regulares seguintes:
- Busval d'Oise 95.01
- Busval d'Oise 95.10
- CIF 12
- CIF 100 (3)

## Toponímia
Luzarches é a única comuna deste nome na França. O topônimo tem evoluído assim: Luzareca em 680, Luzarca em 692, Lusarcha no e, Lusarchiis no século Predefinição:S-, depois Lusarchiac ou Lusarcum na baixa Idade Média, para evoluir em seguida em sua forma moderna : "Lusarche", "Lusarches" e "Luzarches". Tendo sido objeto de várias hipóteses até o século p. .
A origem do nome do lugar vem provavelmente da posição de um local, se considerarmos que a língua falada localmente para as origens de Luzarches foi o gaulês. O topônimo é composto de duas palavras: "luz" (ou "luzet") que significa "velha cerca", e "ar" (ou "arke"), significa "condução" ou "passagem" em gaulês. Outras interpretações a partir do gaulês são possíveis. Assim, "luz" também se traduz em "água", "pastagens" e "madeira  sagrada", "ar" para "perto" e "cha", "ca" ou "ches" por "lugar", "lar", "morada", "habitação", "recinto" ou "fortaleza". Uma das teorias do século XVIII, estabelecida por M. de Launay, busca o significado de "Luzarches" no latim. O topônimo viria de Acx Lucorum, nome no entanto nunca usado e que significaria "cidadela dos bosques sagrados".

## História

### Pré-história e Antiguidade
A densidade de monumentos megalíticos nas imediações de Luzarches, de tal forma que se podia ainda ser visto na primeira metade do século XIX, permite de se concluir que a população não foi insignificante no Neolítico. O testemunho desta cultura foram, em seguida, desapareceu da comuna de Luzarches. Durante a Idade do Bronze (de 1 800 a 1 700 a.C.), o sítio de Luzarches foi também povoado, como se sabe a partir de um cache de fundição de bronze descoberto por acidente por volta de 1850. A segunda Idade do Ferro viu o advento céltico com a civilização de La Tène. Os Parisii, povo gaulês, se instalaram no nordeste do atual Val-d'Oise. Presume-se que pelo menos um oppidum foi erguido em Luzarches.
Para a época do reinado de Júlio César, temos a certeza de que o local da atual cidade de Luzarches foi povoado. Um acampamento militar ou castrum foi estabelecido no morro de Saint-Côme, em que os velhos limites foram ainda visíveis na metade do século XIX. Em 1863, vários túmulos romanos foram descobertos, juntamente com os restos de vários objetos, permitindo que datam do século IV da nossa era. Em 1980, quatro villae foram descobertas em torno de Luzarches, uma das quais, localizada em Herivaux, tem sido sistematicamente escavada: os resultados atestam a prosperidade dos habitantes.

### A Idade Média

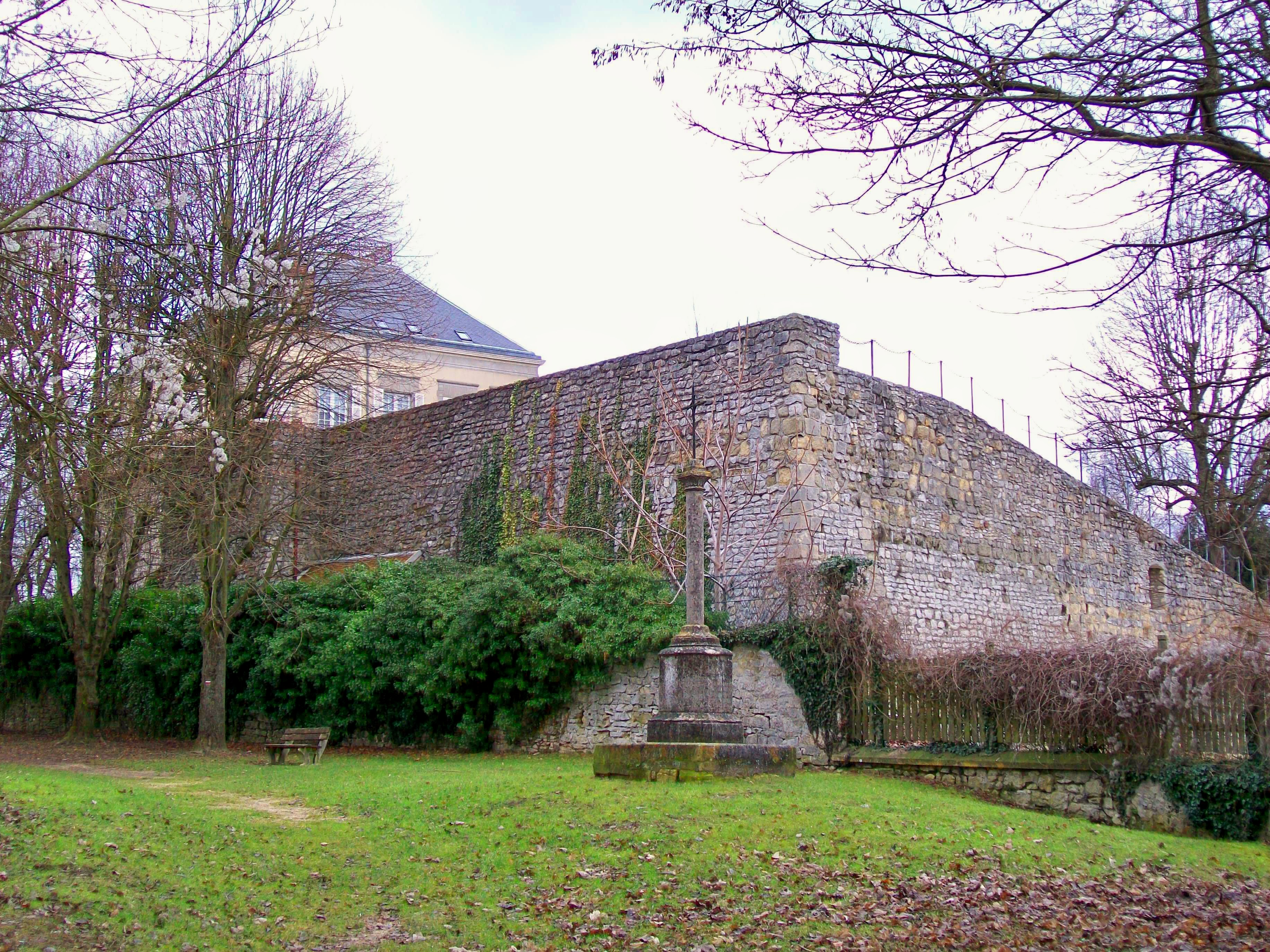
A muralha interior do château d'En-Haut (ou château Saint-Côme) que poderia ser datado do século XI, da mesma forma como a masmorra; é para o sudeste que os muros ainda conservam a sua altura inicial.

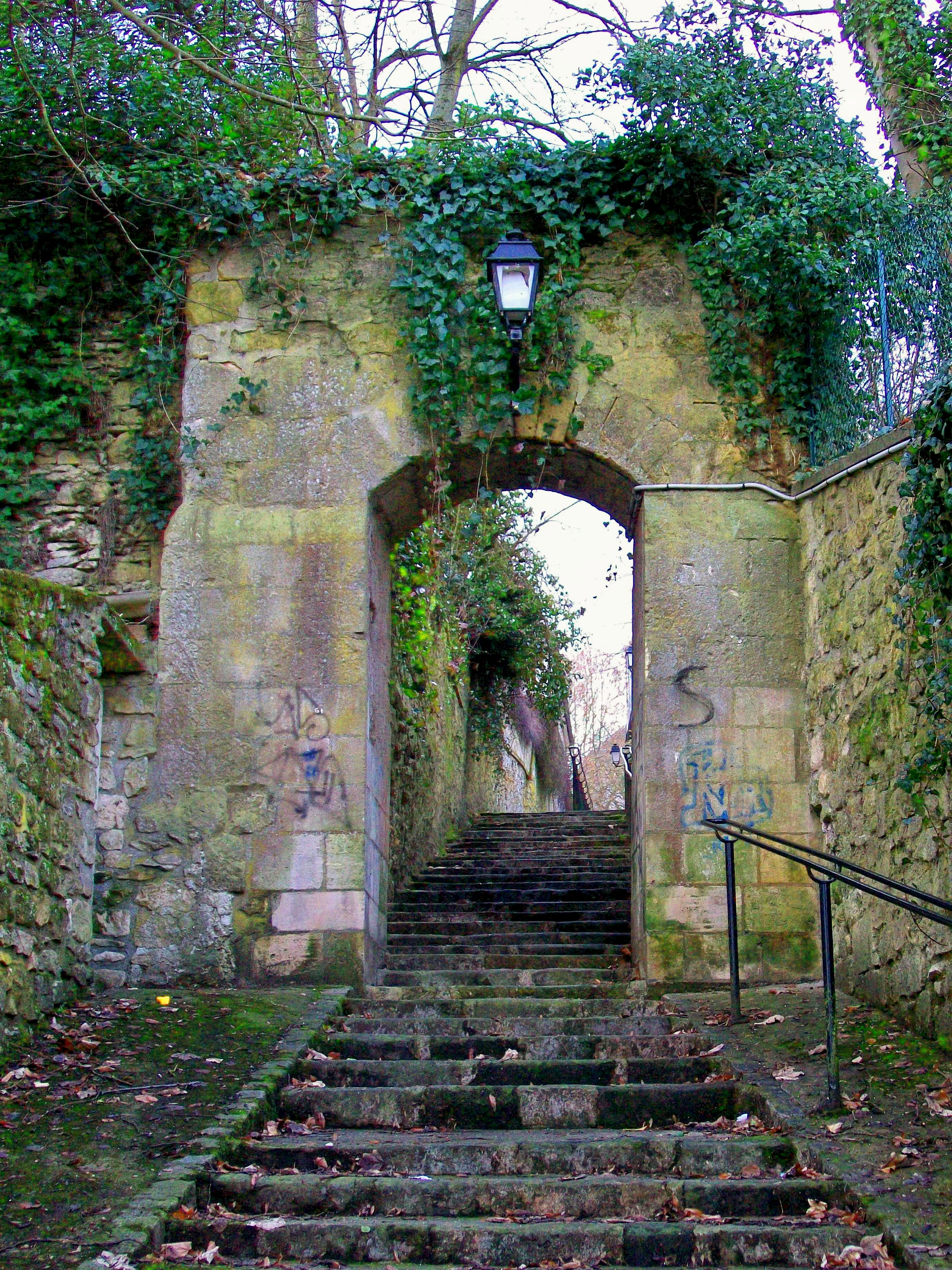
Este poterna na ruelle Saint-Côme, também chamado de porte Grièche, poderia ter sido parte da muralha externa do château d'En-Haut construído no século XIII.

Na época merovíngia, Luzarches foi aparentemente uma das muitas possessões reais, e durante as suas passagem, o reis aí fez justiça. Um ato de Teodorico III de 30 de junho de 679 estabelecido nesta ocasião menciona pela primeira vez Lusarca explicitamente. Permanece incerto se Lusarca se refere a uma localidade ou uma aldeia. Escavações perto do povoado de Thimécourt em outubro de 1874 mostrando um conjunto de cento e quarenta túmulos merovíngios apoiam a hipótese da existência de uma aldeia, que permanece  no entanto incerta até a menção da igreja em 775.
Praticamente nenhum elemento da história de Luzarches é conhecido do fim do século VIII até meados do século XI quando, em 1054, o condado de Clermont é erguido. O primeiro conde de Clermont foi chamado Renaud (Raredus) e foi o primeiro senhor de Luzarches cuja identidade é conhecida para nós. O coro da atual igreja data deste período. Em 1140, Ascelin, senhor de Marly, fundou a abadia de Herivaux, que estava para se tornar uma paróquia independente, no século seguinte e tinha pouco ligações com Luzarches. Quando a irmã do quarto conde de Clermont se casou com Gui III da família dos Bouteiller de Senlis em 1152, a metade do senhorio passando em seguida para a família de Clermont é dividido entre as duas famílias. Luzarches tem agora três senhores, o terceiro vindo da família de Beaumont.
Alice, "Dama de Luzarches", assinou de um ato em 1177 que fala de um tonlieu em Luzarches, primeiro indício da existência de um mercado. O senhor Mathieu III de Beaumont construiu a colegiada nas paredes de seu château d'En-Haut, sobre a colina de Saint-Côme e melhorou as fortificações do castelo. É a família de Bouteiller, o que é susceptível de construir o "château d'En Bas", ou "château de la Motte", e que foi concluído no mais tardar em 1220. Luzarches era então, no início do século XIII, uma aldeia de uma certa importância, o número de clientes tendo chegado aos 400 em 1204. Este desenvolvimento foi devido ao comércio. É possível que Luzarches se beneficiou do regime comunal, que o conde Mathieu III de Beaumont havia estabelecido na sua cidade de Beaumont-sur-Oise. A justiça a respeito dos nobres se rendia no château d'En-Bas, e para as outras pessoas no château d'En-Haut. Luzarches foi equipada com um Hôtel-Dieu e de um leprosário.
Em 1251, a família de Clermont se extingue. Barthélemy de Beaumont foi o primeiro senhor do lugar a ser chamado de Luzarches, em 1288. A família Bouteiller desaparece de Luzarches quando os herdeiros de Ansel le Bouteiller († 1309) venderam suas partes em 1310. No início do século XIV, os abusos de direitos feudais tornaram-se frequentes. Em seguida, Luzarches é devastada durante a Guerra dos Cem Anos, entre 1347 e 1358. Um Jean de Beaumont será o último representante da família no local, e ele vendeu a sua metade do senhorio para Luís, futuro duque de Orleans em 1391. Seu filho, Carlos de Orleans foi preso na Inglaterra seguinte a batalha de Azincourt, em 1415. Libertado em 1440, ele dá a sua irmã Marguerite e suas possessões de Luzarches, e sua filha os traz em dote no seu casamento com o príncipe de Orange na metade do século XV. É assim que esta importante família torna-se presente em Luzarches.
Como um ato de 1385 o precisa, os mercados eram realizadas todas as terças e sextas-feiras, e as feiras duas vezes por ano. Neste período de interrupção da Guerra dos Cem Anos, sob a impressão do dano sofrido, Luzarches foi aparentemente equipada com muralhas, com quatro portas: porte de Viviers (para Paris), porte de Creil, porte de Meaux e porte Vivien. Personagens importantes passaram em Luzarches durante suas viagens entre Paris e o norte da França, como Filipe o Hardi, duque da Borgonha, pelo menos, cinco vezes entre 1392 e 1399. Luzarches permaneceu geralmente uma cidade próspera no final do século XIV, que detinha sempre uma grande parte de seus rendimentos do comércio. Bem entendido, a diferença era grande entre os burgueses e comerciantes de um lado, e a maioria da população, vivendo na pobreza, do outro lado.
Por outro lado, em meados do século seguinte foi caracterizada pela miséria; a população foi dizimada e os campos foram muitas vezes arrasados. Luzarches tornou-se pobre e despovoada, os habitantes não podiam tirar lucro do comércio que tomava lugar da grande route, nem pagar as rendas e impostos. Em 1492, Marc de Cenesme, uma família de banqueiros, originária de Luca, tornou-se o novo senhor do château de la Motte. Oito anos mais tarde, ele também comprou o senhorio do château d'En-Haut, e tornou-se o único senhor da aldeia de Luzarches; quatrocentos anos de partilha entre dois ou mesmo três senhores chegou ao fim.

### A época moderna até a Revolução

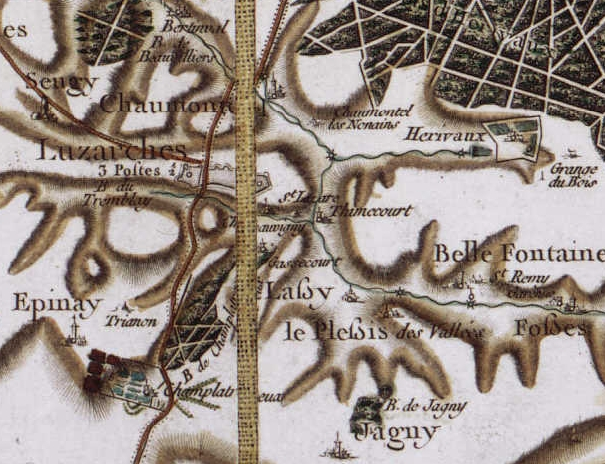
Luzarches na carta de Cassini, na década de 1780 : se reconhece a posição das várias aldeias, castelos e fazendas senhoriais situados no território da atual comuna, bem como o leprosário Saint-Lazare.

Em 1510, Luzarches estava no rescaldo da Guerra dos Cem Anos, e contava 2 400 habitantes aproximadamente, era novamente uma cidade próspera. Jean de Cenesme se tornou cavaleiro e comissário-geral da artilharia. Ele reconstruiu o portal da igreja, em estilo Renascentista, e reconstruiu o château de la Motte, que se tornou o castelo principal. No final do século, o château d'En-Haut foi parcialmente destruído durante as guerras de religião e transformado em fazenda.
Até a Revolução Francesa, dois proprietários compartilharam o senhorio em partes iguais, o senhorio restando oficialmente indivisível como nos tempos de Cenesme. As transferências das propriedades se operavam unicamente por meio de herança. Em seguida, as duas unidades foram vendidas para o Grand Condé em 1646, respectivamente a Édouard-Jean Molé, senhor de Champlâtreux e mestre dos pedidos, em 1654. Todos os senhores de Luzarches até 1789 serão dos Bourbon-Condé e dos Molé. As consequências adversas das Guerras de religião são rapidamente resolvidas, e a partir do início do p. , a prosperidade se instala de novo em Luzarches. O número de hotelarias é pelo meno de dezesseis. Mas a paz é interrompida várias vezes a partir de meados do século, com o acantonamento de soldados na cidade; um senhor de Luzarches é também uma pessoa um dos principais atores na fronda entre 1648 e 1653, é o Grand Condé.
O ano de 1706 viu a destruição do château de la Motte ou d'En-Bas, as pedras sendo reutilizadas e os madeira transportado para Paris. Em 1755, o novo percurso da "voie royale", de Paris, Amiens e Lille é colocado em serviço ao sul de Luzarches. Em 1776, a diligência circulava quatro vezes por semana e por direção, a duração da viagem era de dezessete horas e meia. Pouco antes da Revolução, a área da paróquia de Luzarches de então correspondia aproximadamente à comuna atual (21,18km2 comparado com 20,49 km2 hoje).
Na Revolução, Luzarches estava sujeita aos mesmos fenômenos da sociedade que a maioria das outras localidades, e prisões ocorreram. Luzarches tornou-se cidade sede do cantão do distrito de Gonesse, e depois do arrondissement de Pontoise, no departamento de Sena e Oise. A igreja paroquial foi isenta da venda como bem nacional, servindo de templo da Razão. Dois personagens conhecidos se beneficiaram da venda das antigas propriedades da igreja para construir grandes residências burguesas no território da comuna: a cantora de ópera Sophie Arnould que tinha conquistado sua carreira em 1778 e comprou o domínio de Rocquemont com seu antigo mosteiro, e o político e escritor Benjamin Constant, que esperava no entanto até o dia 7 de agosto de 1795 para adquirir a antiga abadia de Hérivaux. Ele permaneceu lá por quatro anos, período que foi suficiente para destruir a maior parte dos edifícios da abadia.

### Do Império à Primeira Guerra Mundial

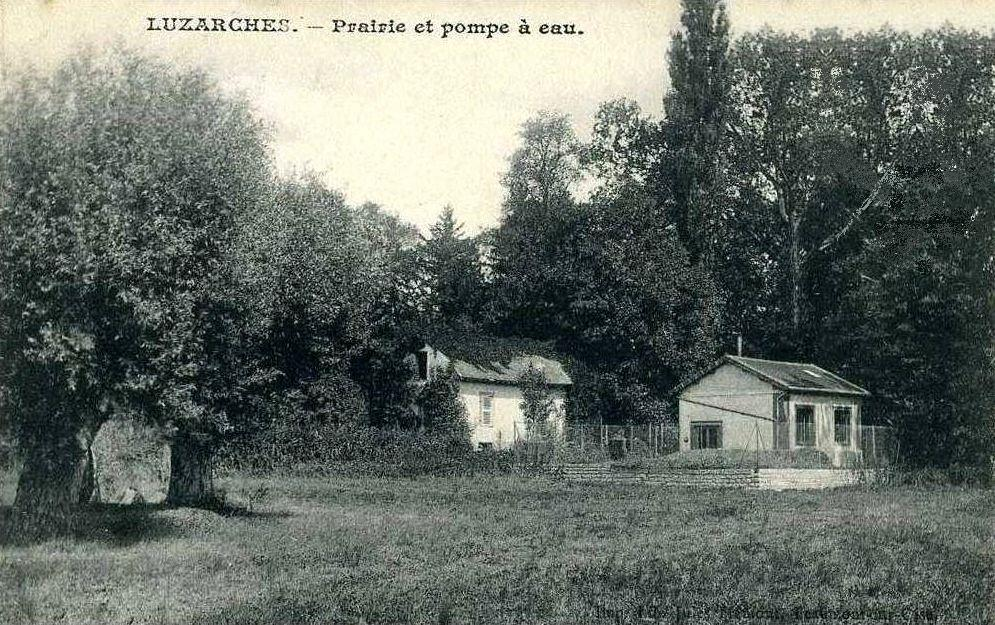
A estação de bombeamento de água potável da fonte Carbonnier para um tanque situado sobre as alturas da cidade, para o fornecimento de residentes com bocas de incêndio.

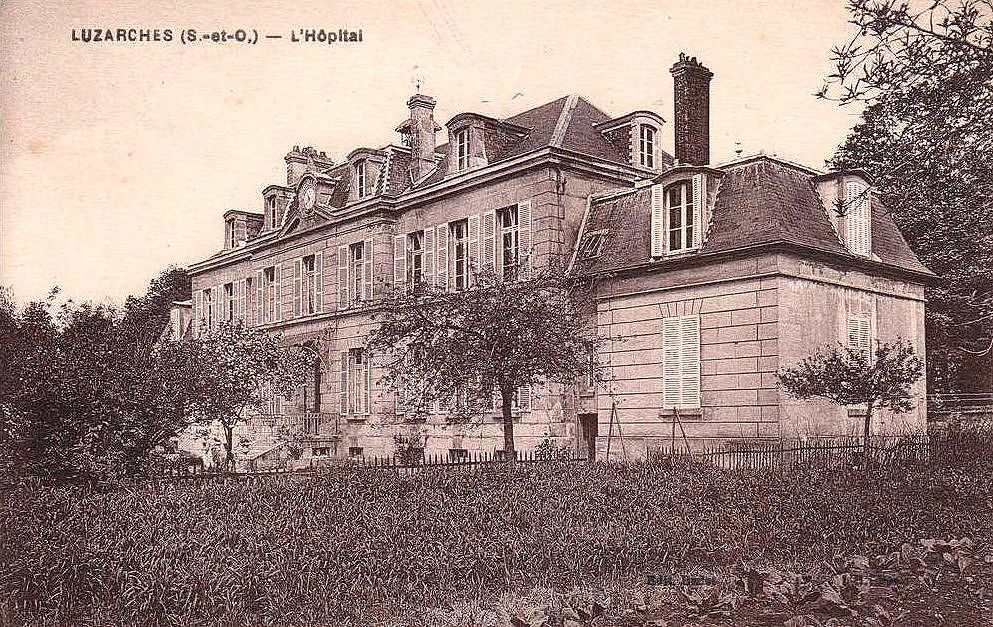
O hospital de Luzarches de 1865, desenhado pelo arquiteto parisiense V. Gillet. O prédio agora abriga uma casa de repouso.

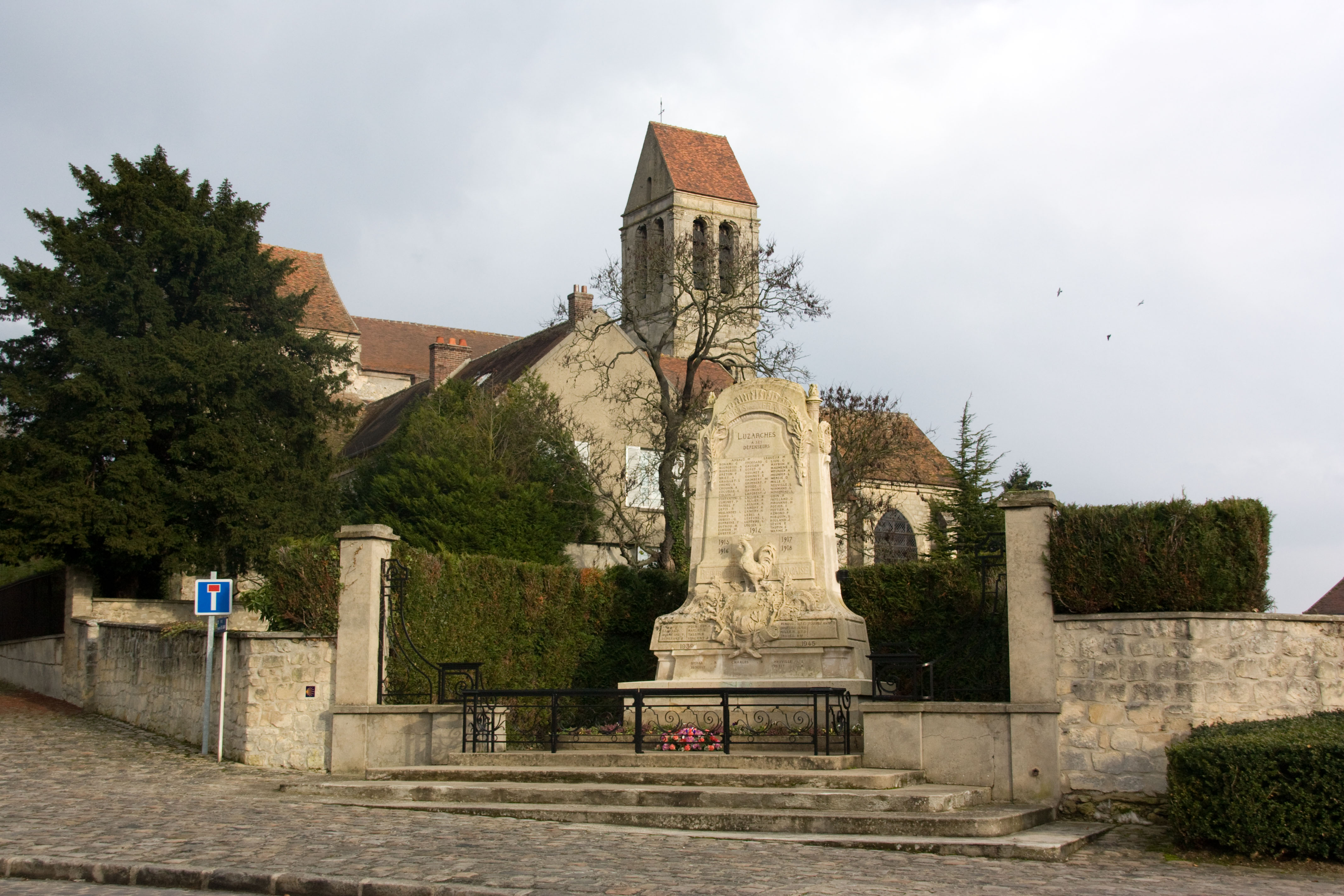
Monumento aos mortos da Luzarches, em comemoração da Primeira Guerra mundial, projetado pelo arquiteto Naudin; ao fundo, a igreja paroquial.

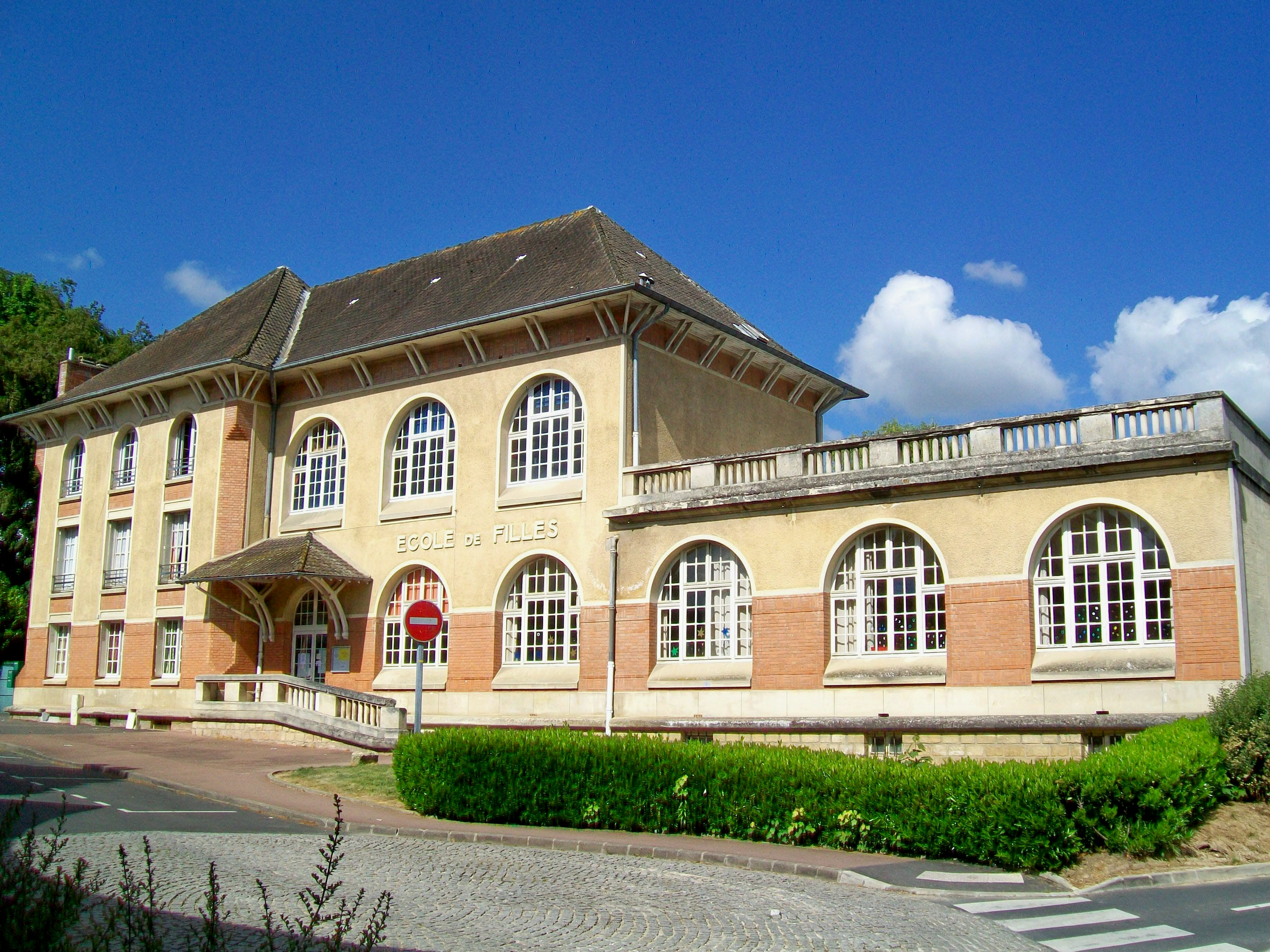
A antiga escola para meninas, inaugurada em 1938 e substituída pela escola elementar mista Louis Jouvet. O edifício é agora usado como uma casa de associações "espace-Luzarches".

A chegada da ferrovia na segunda metade do século XIX, deixando de lado Luzarches, provocou uma queda no comércio. O dinamismo demográfico se eclipsa então por mais de um século.
A burguesia sempre foi muito presente em Luzarches, e durante todo o Predefinição:S-, os Parisienses afortunados aí construíram moradias para as suas férias. O "Château de la Motte", o "Châlet" nas proximidades do último, ou o "Château du Bel-Air" são exemplos. Como as cidades, a vila de Luzarches teve um passeio nas alturas de Saint-Côme em 1867, plantadas com duas fileiras de tílias; um jardim público foi construído mais tarde perto da igreja.

### Da Primeira Guerra Mundial aos dias de hoje
Cerca de quatro semanas após a erupção, a Primeira Guerra Mundial atingiu o norte da Ilha de França em 1 de setembro de 1914. Na noite de 2 de setembro, o mundo inteiro esperava que o exército alemão capturasse Paris no dia seguinte. Em 3 de setembro, a vanguarda das colunas direcionados para Chantilly chegaram em Luzarches; felizmente, não houve nenhuma ação de combate; o inimigo tinha aparentemente mudado de estratégia e não continuou a sua marcha sobre Paris. Este é o mais avançado do ponto para o sul que o exército alemão alcançou, com Survilliers. Uma estela comemora este evento. Para tratar os feridos de guerra, a Association des Dames Françaises abriu um hospital no topo da rue Saint-Côme, mantendo uma estreita relação com o "Scottish Women's Hospital", em Royaumont. Em 9 de março de 1916, este hospital foi transferido para o castelo de Chauvigny, na comuna de Luzarches, denominada então hospital auxiliar no 507. Combates aéreos se fizeram às vezes no topo de Luzarches, principalmente no início de 1918. - No total, sessenta e três soldados luzarchois morreram pela França, cuja memória é homenageada pelo monumento aos mortos.
Em 1926, a primeira subdivisão é criado em Luzarches. Três anos mais tarde, a construção da escola de raparigas, inicialmente considerado para 1914, finalmente está em andamento. A nova escola foi inaugurada em 1938; atualmente é utilizado como casa das associações. A década de 1930 foi um período de estagnação econômica para Luzarches, quem perde um oitavo de sua população.
A fase ativa da Segunda Guerra Mundial começa no bairro pelo bombardeio de Pontoise, de 11 de maio de 1940. Bateria e projetores da DCA (Defesa contra as aeronaves) foram instalados na aldeia de la Biche, na comuna de Luzarches, e depois em outros lugares. Os Alemães atacaram unicamente pelo ar. Depois da frente do leste, as tropas francesas se bateram rapidamente em retirada e foram estacionadas em Luzarches por dois dias, o avanço das tropas do inimigo nunca deixar de continuar. Em seguida, houve o êxodo de uma grande parte da população antes da invasão alemã, a partir de 11 de maio; no entanto, com o congestionamento nas estradas, era difícil de se mover e, enquanto isso, os Alemães estavam chegando também para a linha do Loire, e a maioria dos fugitivos voltaram para suas casas. Este foi o início da ocupação, estabelecendo-se entre 17 e 25 de junho.
Um grupo de combatentes da resistência FFI se organizou em Luzarches, composto de quinze homens e três mulheres, filiados na sequência da Liberação-Norte. Este grupo se reuniu mais tarde no maquis de Ronquerolles de Philippe Viannay. Seu líder local, Edward Laval, foi preso em 1 de junho de 1944, revelado por Jean-William Lapierre. Mas no dia 19 de junho, a rede é revelada pelo inimigo; dezessete combatentes da resistência foram presos dos quais onze foram executados em L'Isle-Adam. Os sobreviventes vieram para reformar de rede na sequência.
Nos anos 1950, Luzarches ainda não tinha nenhuma instituição de ensino secundário. Para o ano letivo de 1959, das turmas do quinto e sexto são abertos temporariamente. A construção do grupo escolar na rue des Selliers iniciou simultaneamente, para uma abertura em 1961. Entre 1964 e 1970, trinta e cinco classes, que foram gradualmente aberto em pavilhões pré-fabricados. Esta solução temporária durar por um longo tempo ; um primeiro sólido edifício do início da década de 1970 para a de boas-vindas um pouco de classes, e o liceu final é aberto apenas entre 1980 e 1986. Com o aumento do número de seus habitantes, no período de 1970 a 1999, novos equipamentos e recursos, incluindo uma estação de tratamento de águas residuais, uma casa de repouso em substituição ao asilo, um infantário com uma creche, uma sala polivalente, uma casa de associações (na escola para meninas de antes da guerra), e uma biblioteca.

## Política e administração

### A geminação
A cidade de Luzarches é geminada com três cidades em outros países:
- Montrose (Escócia) desde 1994. Ela é um antigo burgh real da Escócia, de 10 845 habitantes (2001), localizado na atual área do conselho de Angus.
- Yamoussoukro (Costa do Marfim) desde 1984. Yamoussoukro, uma cidade de 242 744 habitantes (em 2007), é a capital política e administrativa da Costa do Marfim.
- Moanda (Gabão). Cidade mineira de cerca de 30 000 de habitantes, a capital do manganês, localizado na província do Alto Ogoué.

## Lugares e monumentos

### Monumentos Históricos

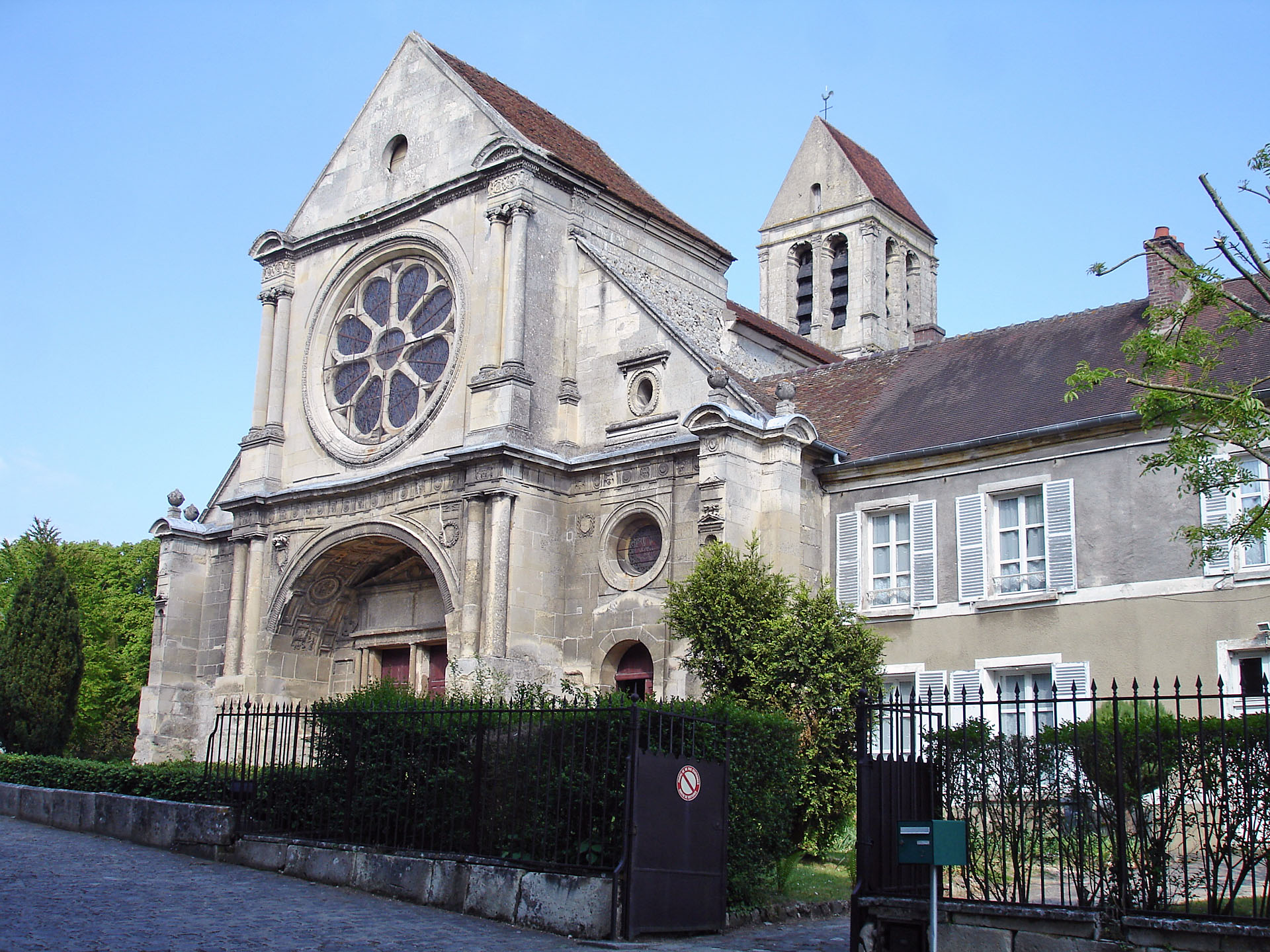
O portal da igreja paroquial Saint-Côme-Saint-Damien de janeiro de 1537, concebido pelo mestre pedreiro Nicolau de Saint-Michel, no estilo do primeiro Renascimento. À direita está a reitoria.
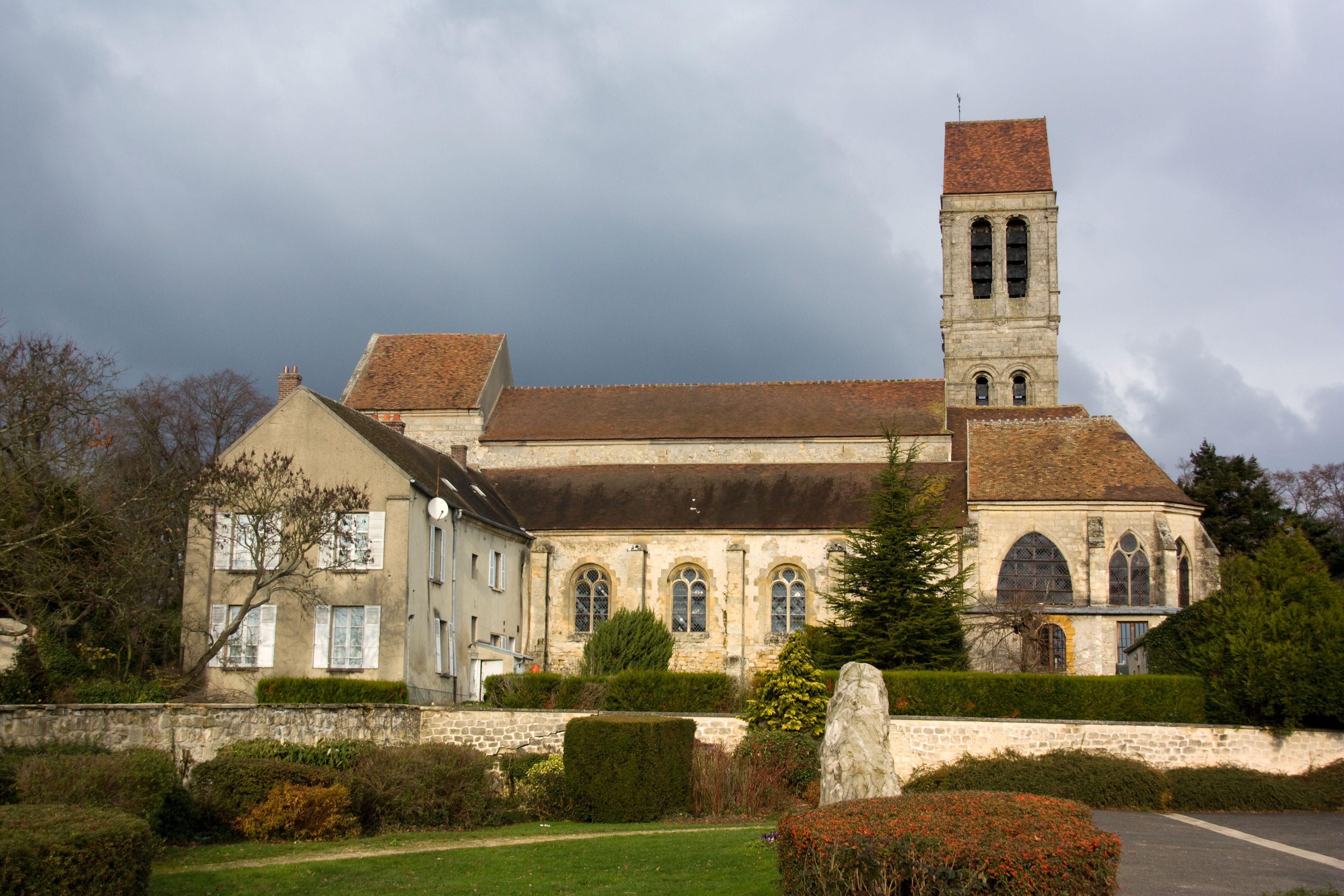
Visão elevada da igreja ao sul. Na primeira baia sobre o direito, o teto é mais alto do que no resto da nave: esta parte foi adicionada em 1537, ao mesmo tempo que o portal.
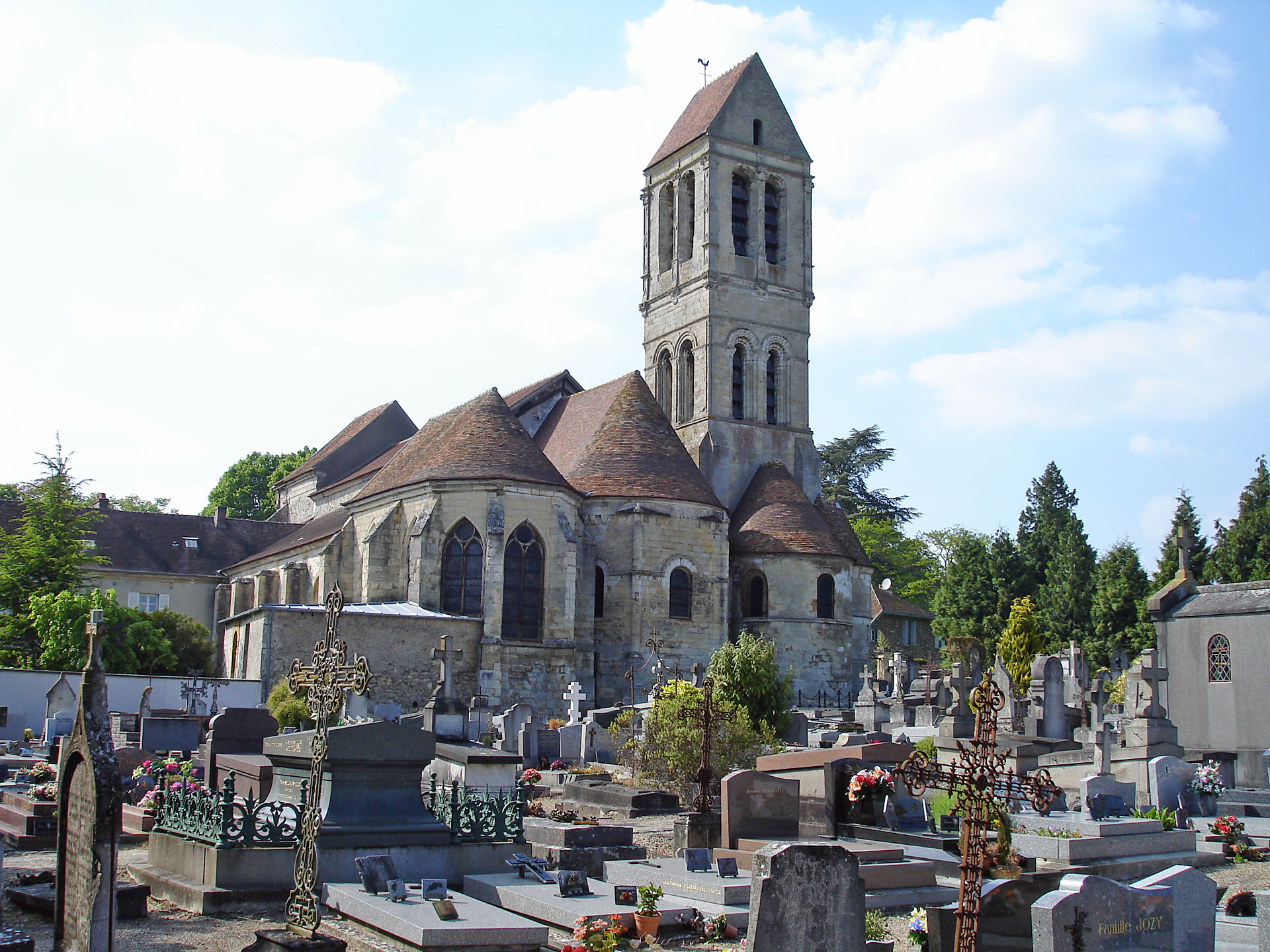
Leste da fachada da igreja de Saint-Côme-et-Saint-Damien: aqui, a multiplicidade de estilos arquitetônicos do prédio mostra o melhor caminho. À esquerda, a capela da Virgem; no centro, o coro românico.
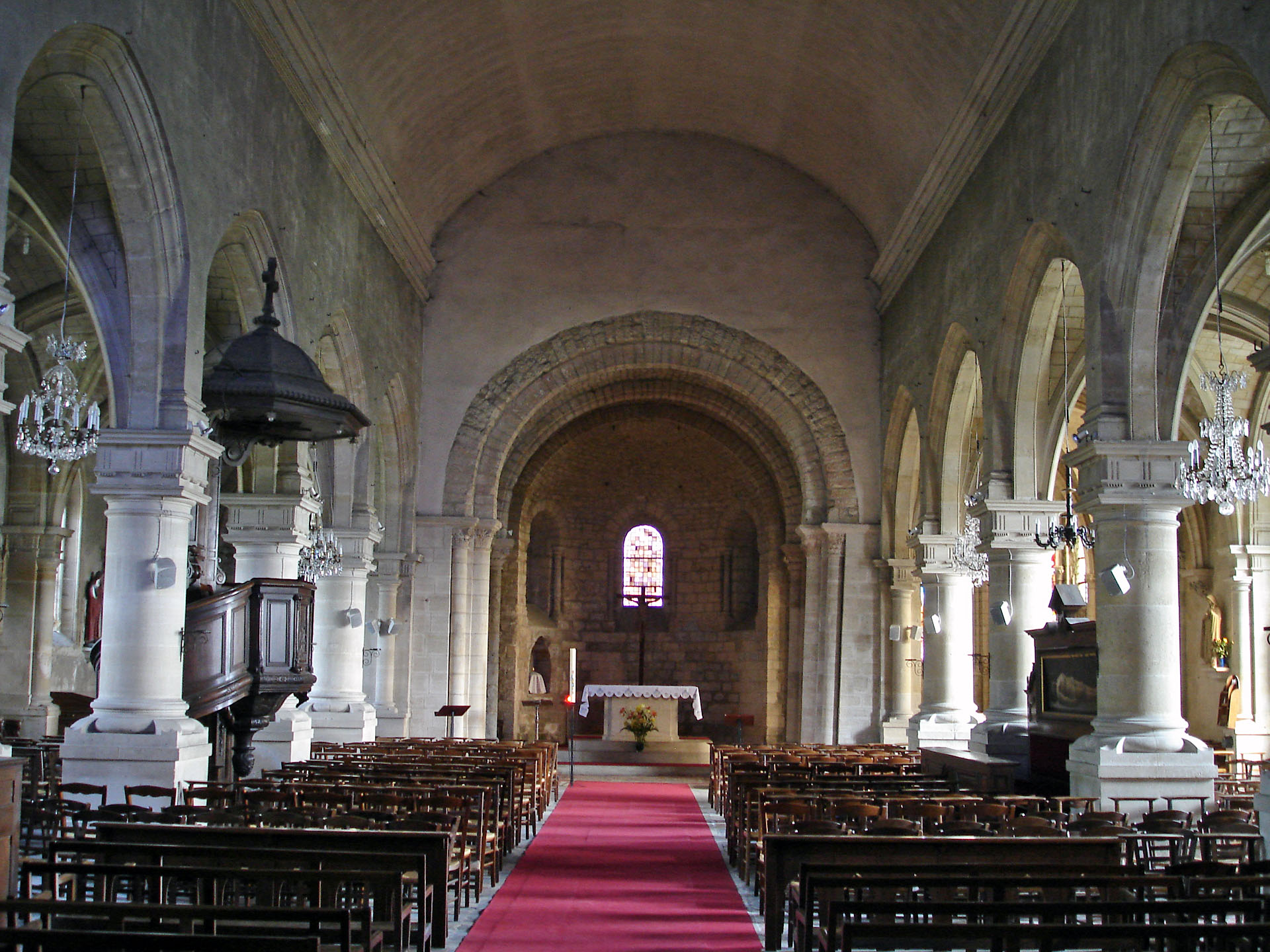
A nave central da igreja de Saint-Côme-et-Saint-Damien foi remodelado em estilo Neorrenascentista, por ocasião da adição de um compartimento para o oeste, no início do século XIX. O coro românico é claramente visível em plano de fundo.
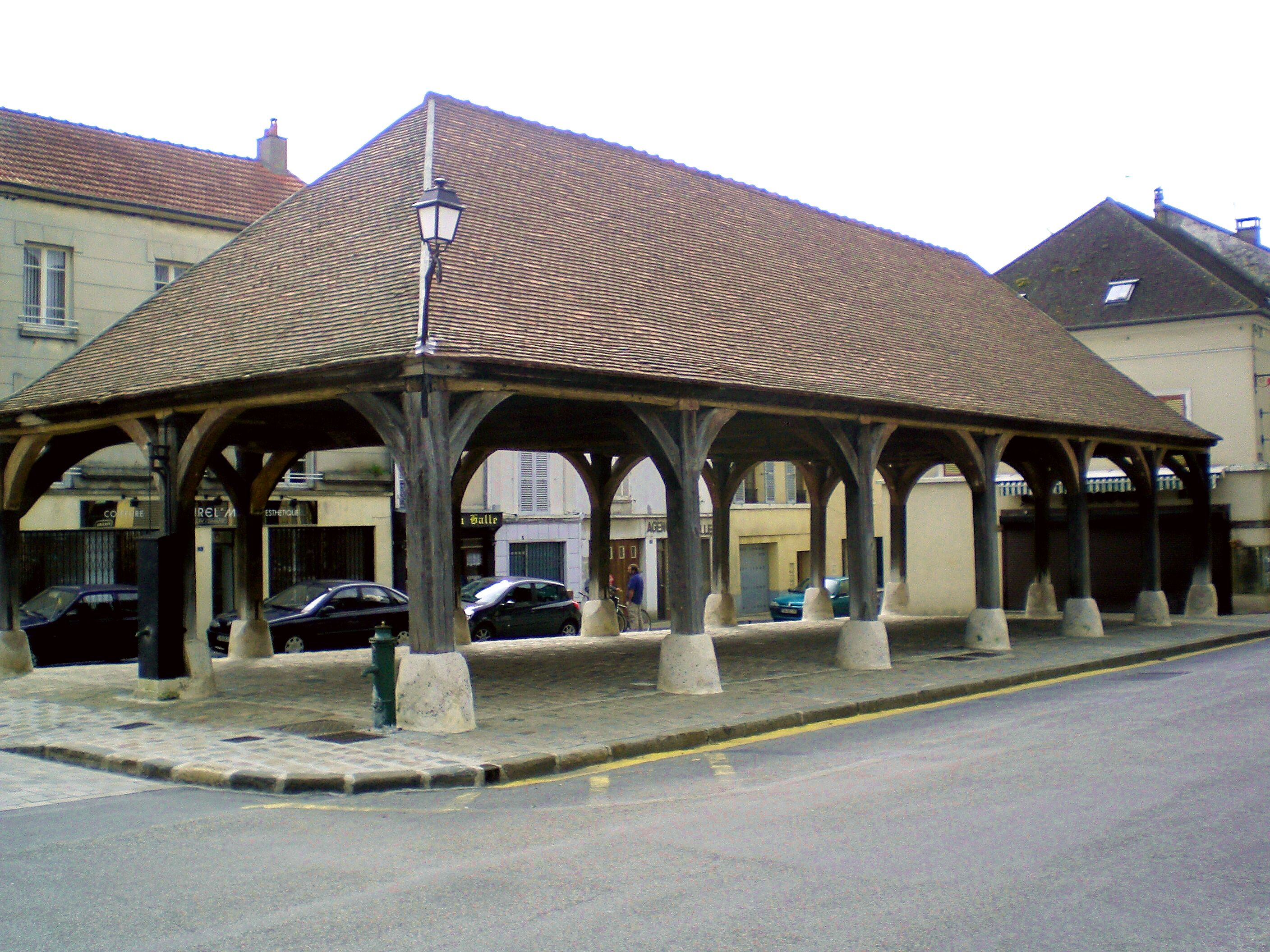
A halle, em 1740, um dos últimos salões restantes no norte da Île-de-France. Renovada em 2008, no entanto, é cada vez mais utilizada para o mercado semanal na sexta-feira de manhã, pé na rua, com o chapéu na mão.

Luzarches conta com 5 monumentos históricos no seu território, dos quais 2 são protegidos pela mesma decisão, porque fazem parte de uma mesma entidade histórica.
- A Igreja Saint-Côme-Saint-Damien, dos séculos XI -  XVI, classificada nos Monumentos históricos em data de 13 de julho de 1912.
- A Halle (1740), no centro da cidade, mencionada desde 1386, inscrita nos Monumentos Históricos depois de 1928 de O primeiro parâmetro é necessário, mas foi fornecido incorretamente! de 17.
- A Porte Saint-Côme ou porte Grièche[note 8], du século XIII , inscrita nos Monumentos Históricos em data de 5 de fevereiro de 1940.
- Os Vestígios do muro do château Saint-Côme ou château d'En-Haut com a base de uma masmorra do século XI ou do século XII; vestígios da colegiada Saint-Côme; poterna. Os diferentes vestígios do castelo e da colegiada foram inscritos nos Monumentos Históricos em data de 5 de fevereiro de 1940.
- A Antiga Abbaye d'Hérivaux, onde permanecem as ruínas da igreja e a granja do dízimo do século XII e um edifício conventual reconstruído no século XVIII.

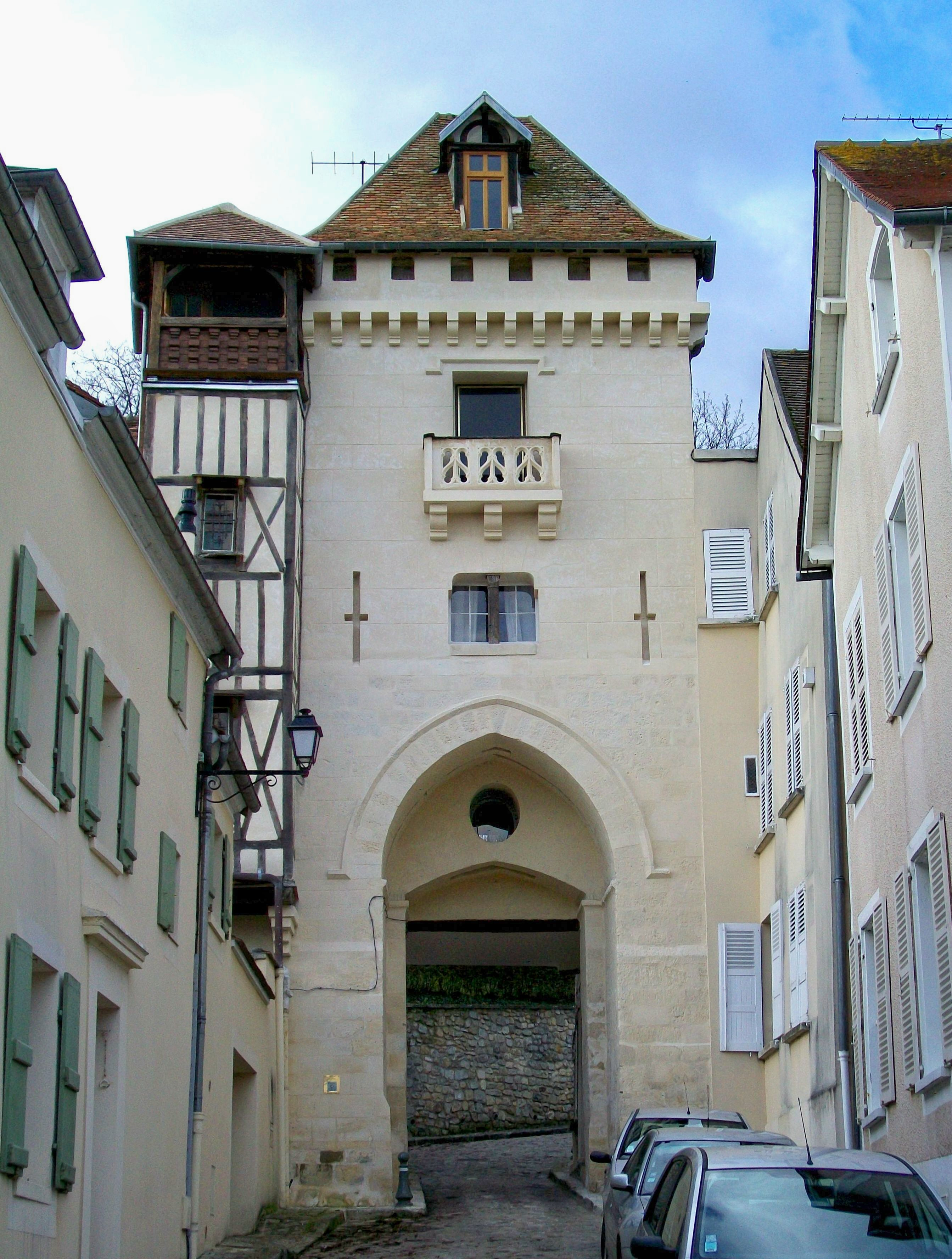
A porte de Saint-Côme no topo da rua de mesmo nome, foi parte do novo recinto do castelo no Cimo dos quais o último foi montado no século XIII. No século XIX, foi reconstruída em estilo trovador.
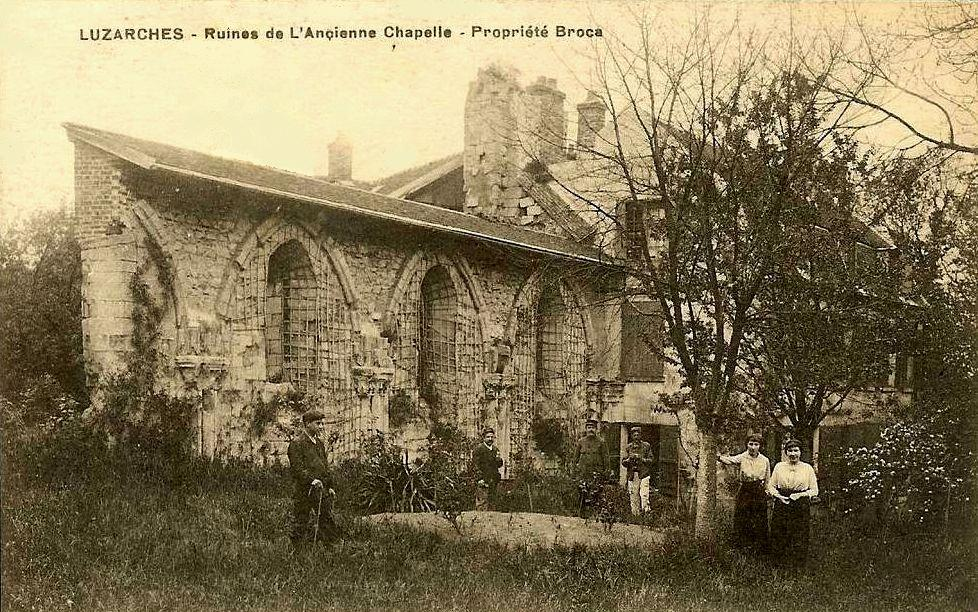
A igreja colegiada, construída entre 1180 e 1250 no interior do recinto do castelo de cima foi dedicada a são Cosme e são Damião, apenas como a igreja paroquial. Foi demolido no final do século XVIII, continua a ser um muro da nave.
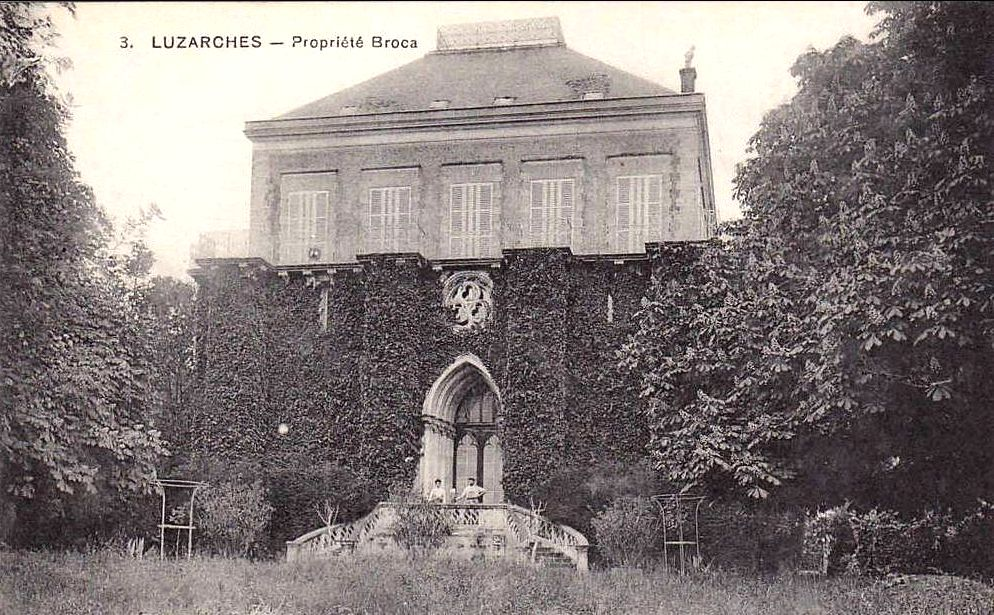
Esta casa foi construída em meados do século XIX na base da masmorra do Château d'En-Haut, nivelado a 11 m. Entre 1872 e 1880, esta foi a residência secundária do famoso antropólogo Paul Broca.
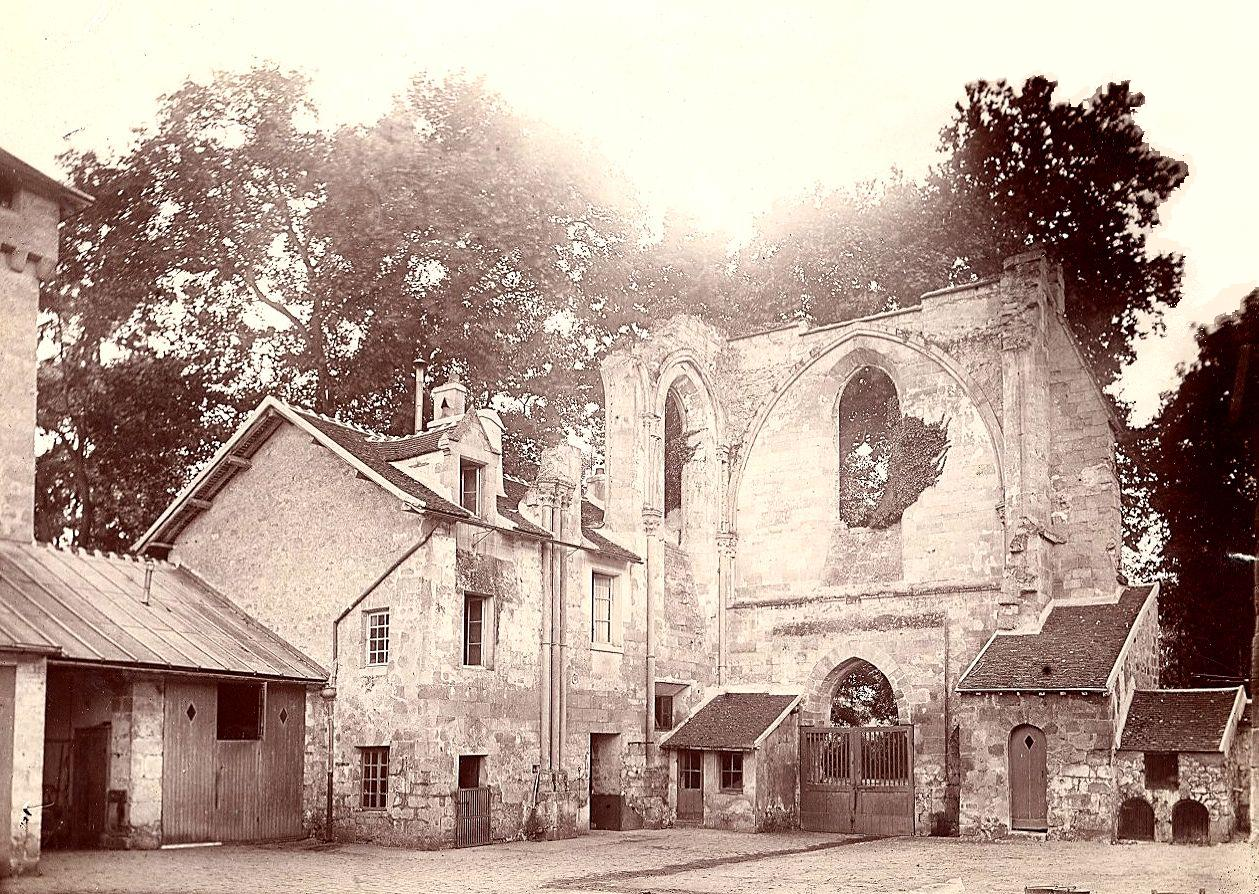
Ruínas da igreja de Herivaux, uma vista do interior da nave no portal. À esquerda, a casa da abadia adjacente à igreja. Cerca de 1880.
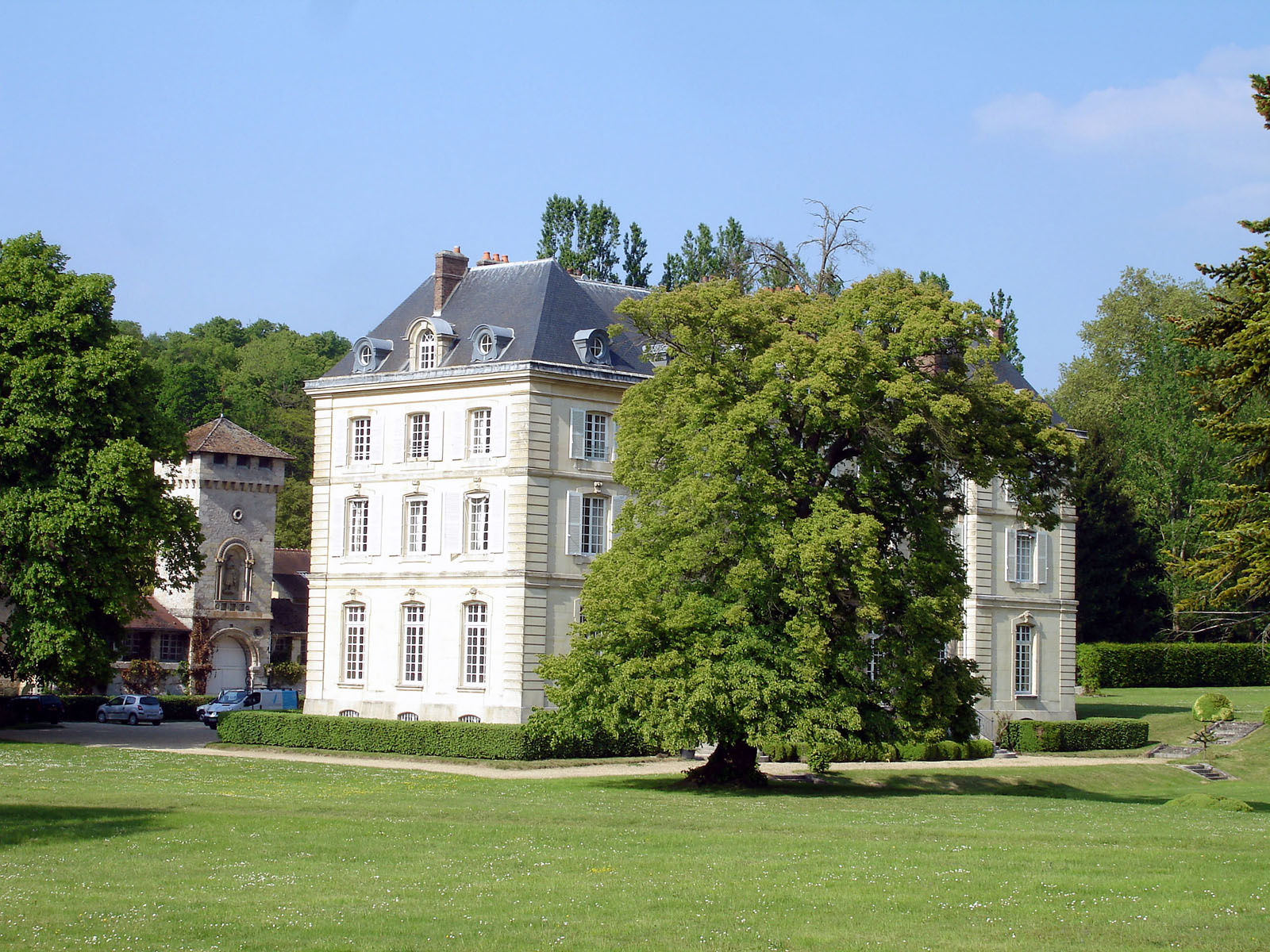
O "Castelo de Hérivaux", convento, profundamente modificado nos séculos XVII e XVIII. À esquerda é uma torre que é parte comum, construída em 1820.

### Outros elementos do patrimônio

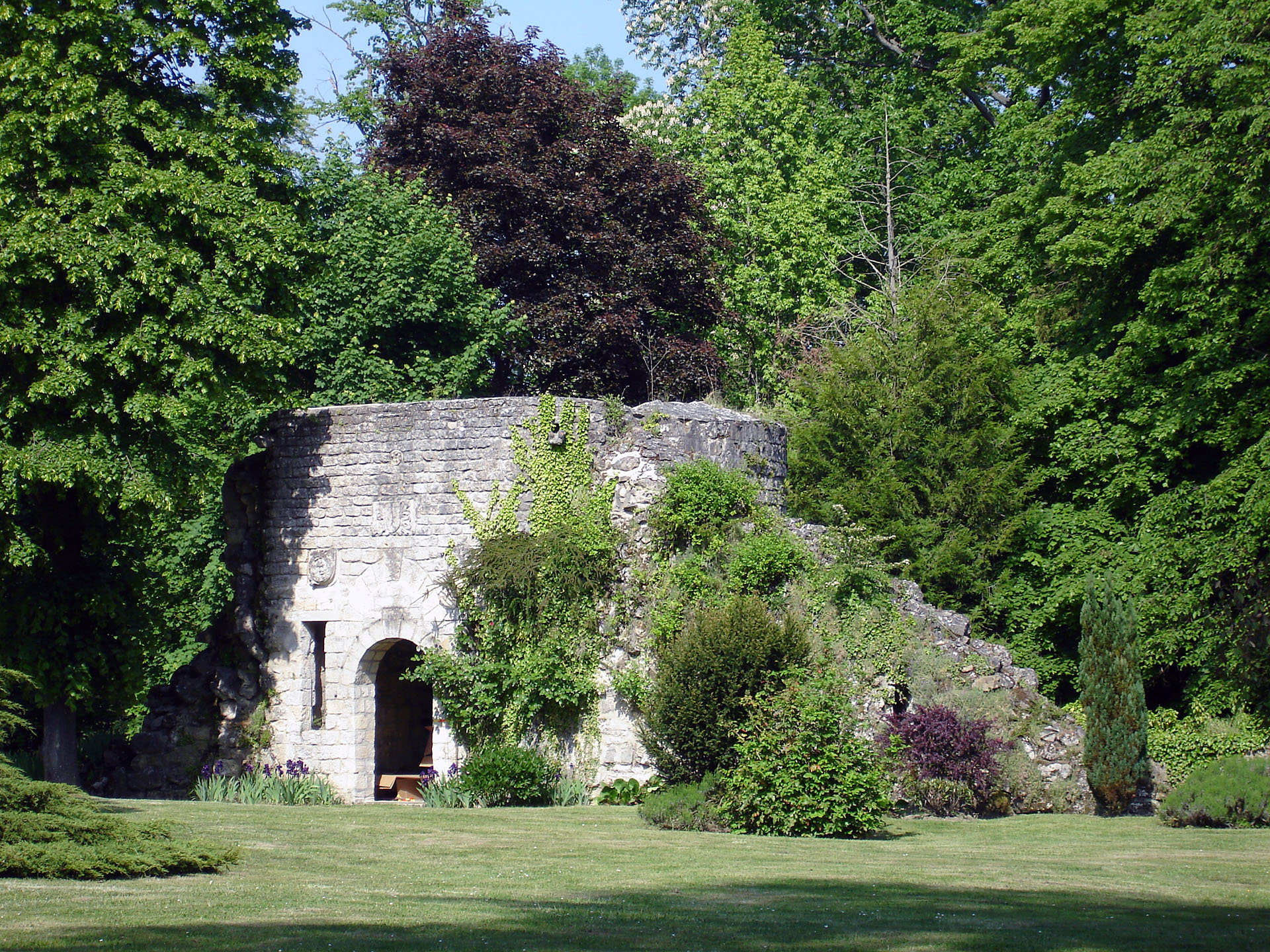
Ruínas do castelo, a partir de baixo, o castelo feudal do Bouteiller de Senlis do início do século XIII, também chamado Château de la Motte.
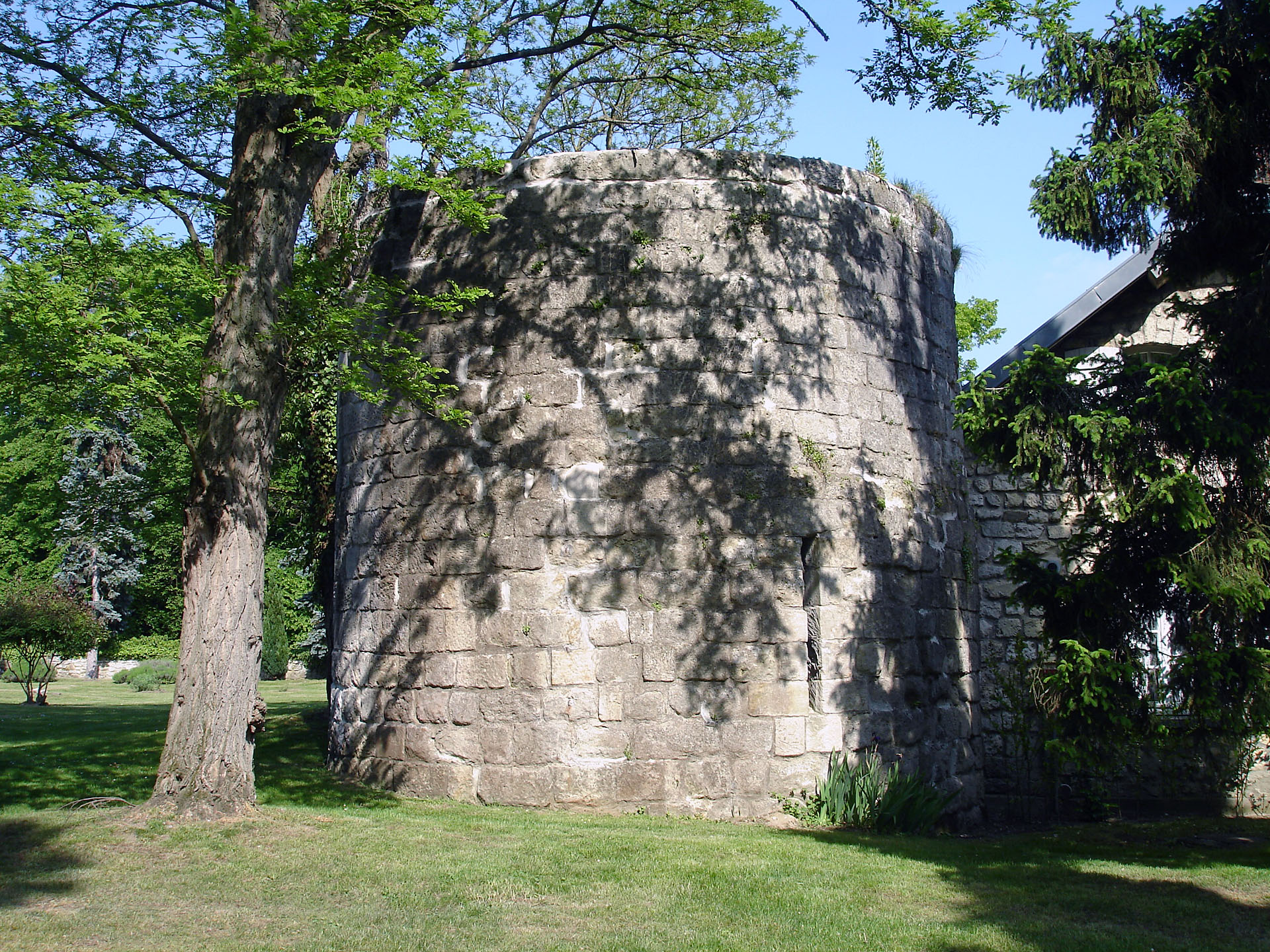
Uma das cinco torres que permanecem das sete torres, o castelo abaixo tinha antes de sua destruição, fortemente restaurada.
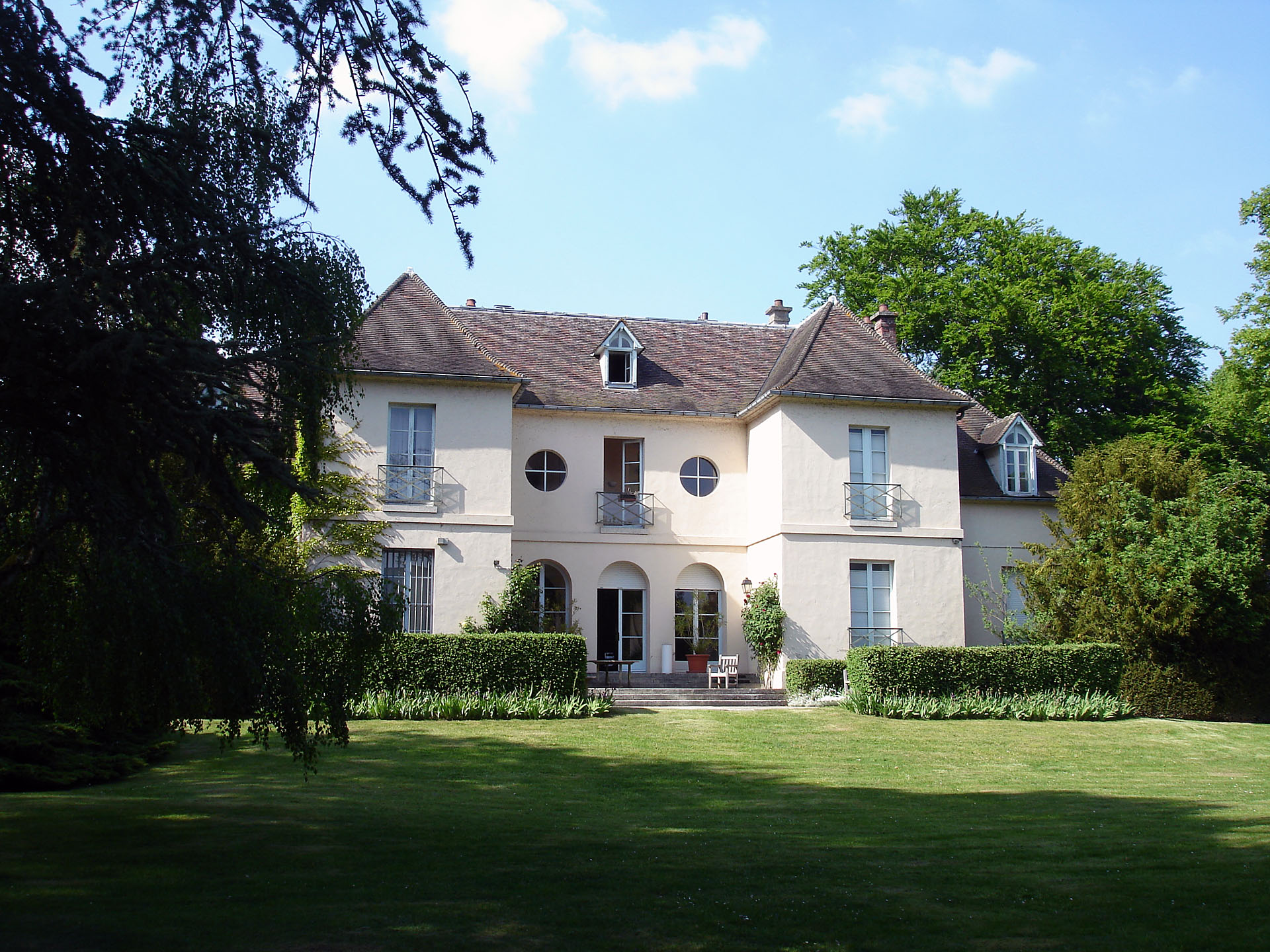
Esta villa do século XIX adotou o nome de castelo do Motte, que foi uma vez em seu lugar. Da arquitetura original o suficiente, não queria nada permanece até hoje.
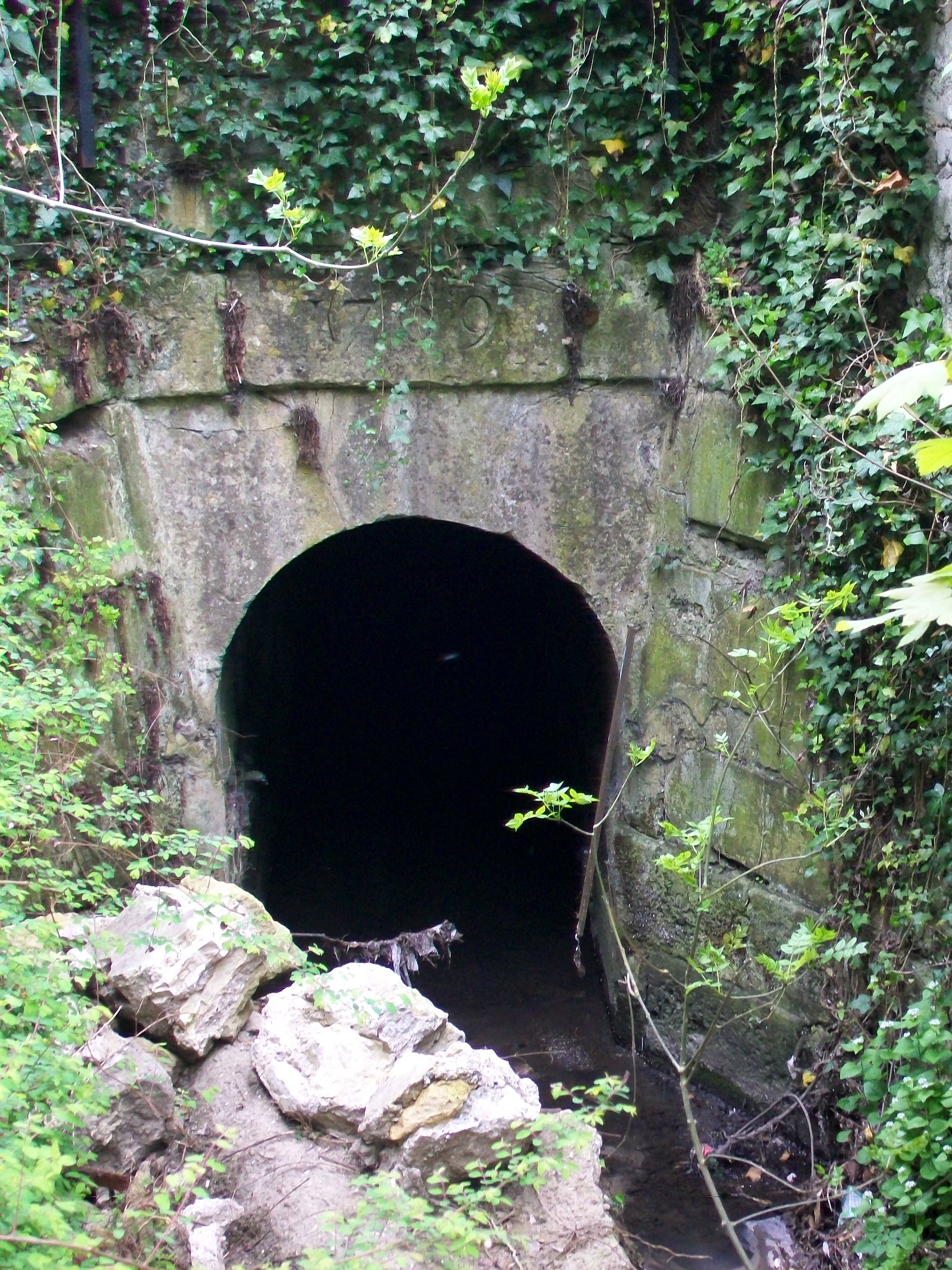
Pequena ponte da rue Pontcel no Pontcel, construída em 1769, quando o córrego foi canalizado para sua travessia de Luzarches.
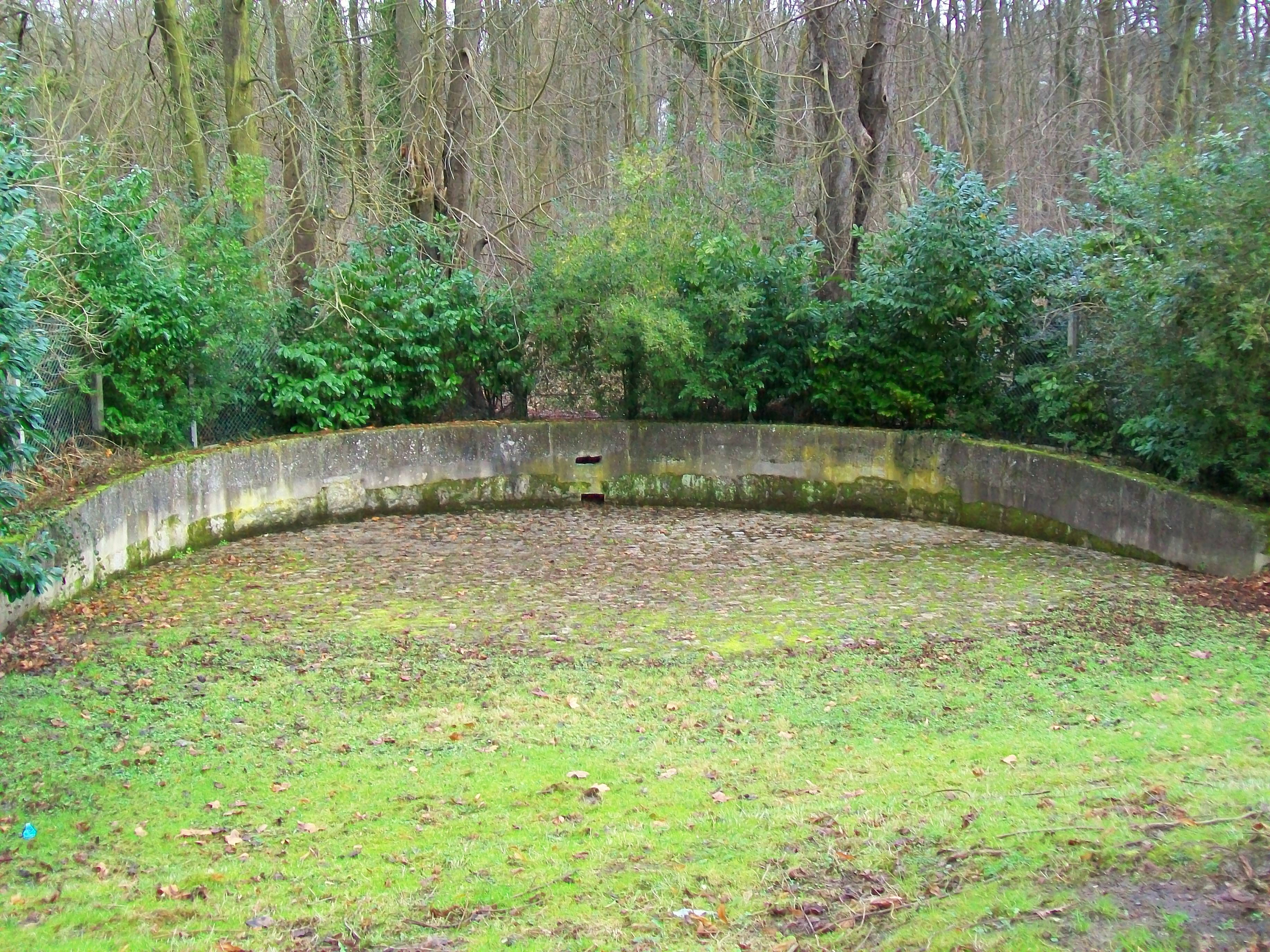
Antigo bebedouro: localizado antiga estrada para Paris, que data de 1736 e foi pavimentada e cercado por muros em 1827. Único ponto de água que pode ser usado em caso de incêndio na cidade.

- Muro do château d'En-Bas ou château de la Motte, do antigo castelo feudal dos Bouteiller de Senlis do início do século XIII e demolido em 1706[a 20]. Como resultado de várias renovações, tornou-se uma casa sem característica. Ela abrigou a sede do comitê departamental de turismo e de lazer de Val-d'Oise, antes do seu retorno à Cergy no final de 2010. A coleção de pinturas do Conselho geral mudou-se ao mesmo tempo, e o prédio está até agora desocupado.
- Pequena ponte sobre o riacho do Pontcel
- Monumento aos mortos da Primeira Guerra Mundial
- Ancien abreuvoir
- Fontaine de Rocquemont
- Lavoir de Rocquemont ou de la Grande Fontaine
- Castelo de Rocquemont ou "le Paraclet"
- Clos Saint-Louis
- Croix Saint-Côme
- Villa Charlotte

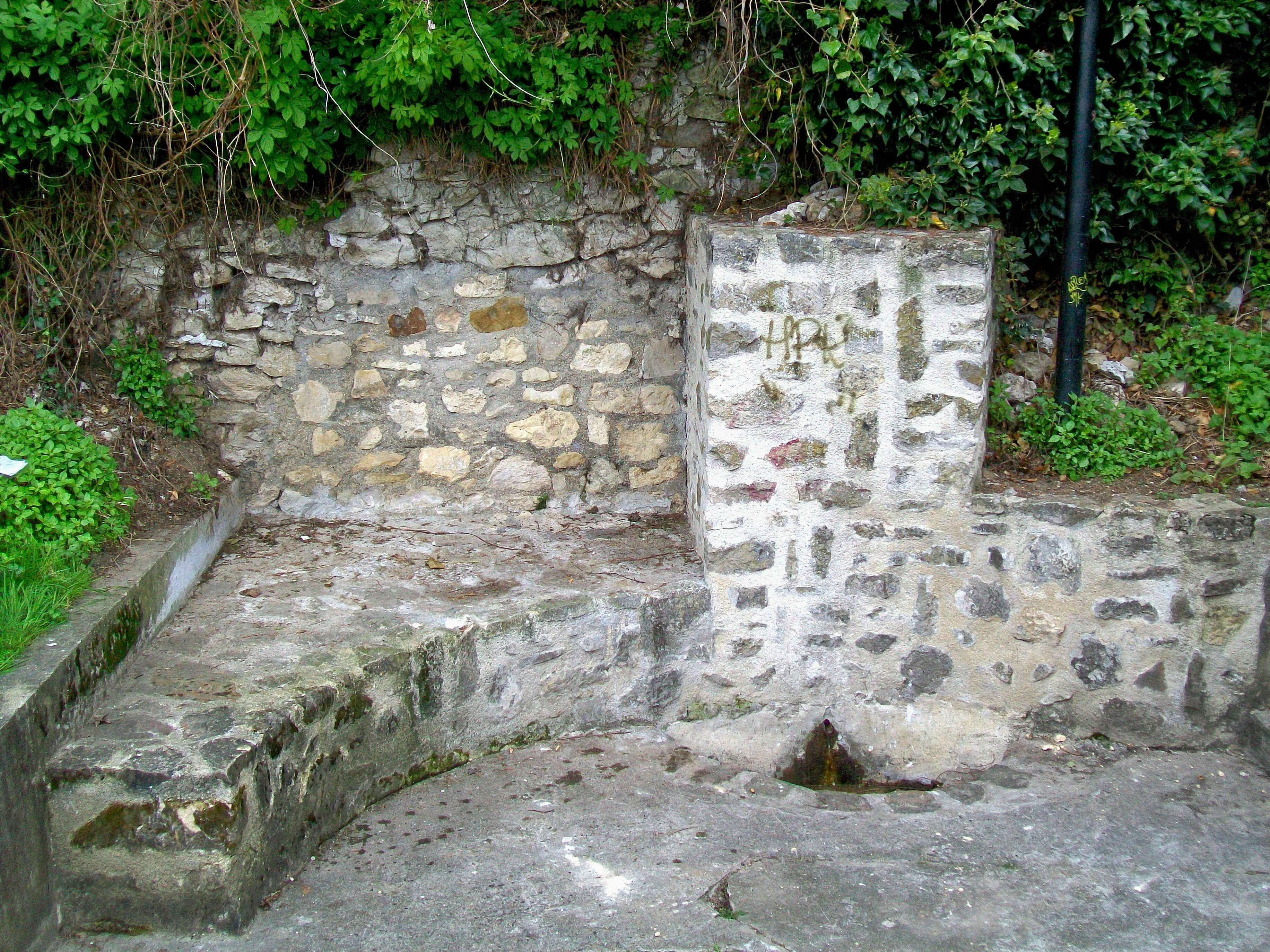
A Fontaine de Rocquemont, que faz mais do que uma gota de água. Essa no entanto era a única fonte de água potável que poderia ter de habitantes durante todo o século XIX.
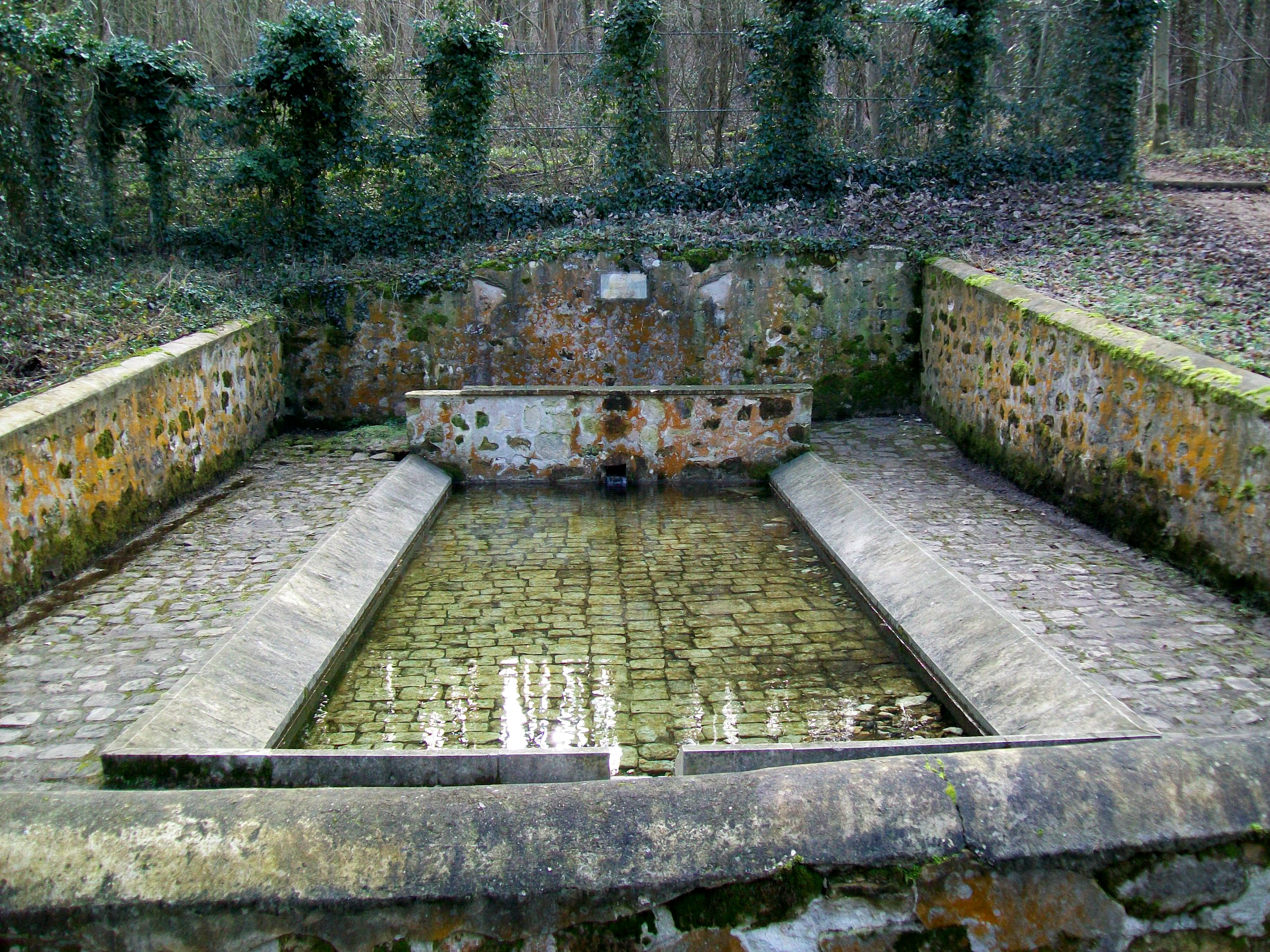
O lavatório de Roquemont, a oeste da cidade de Luzarches, perto do castelo de Rocquemont. Ele inicialmente estava coberto, mas os telhados não tenham sido substituídos durante a reforma.
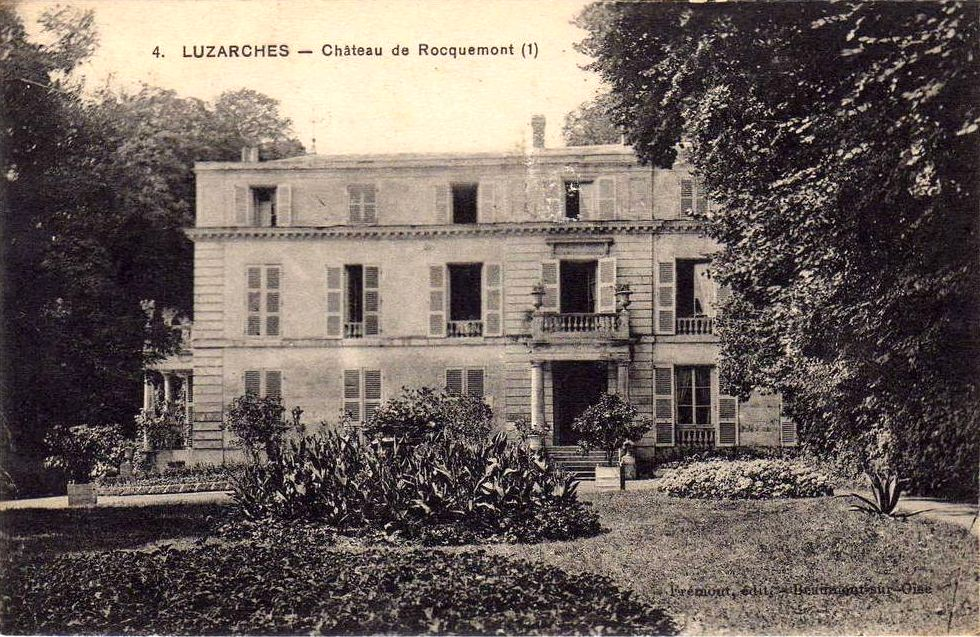
O Castelo de Rocquemont leva o nome de uma antiga fortaleza. É o resultado da transformação de um hotel imponente 1652, de acordo com o estilo neoclássico, a partir de 1790. Esta foi a residência de Sophie Arnould.
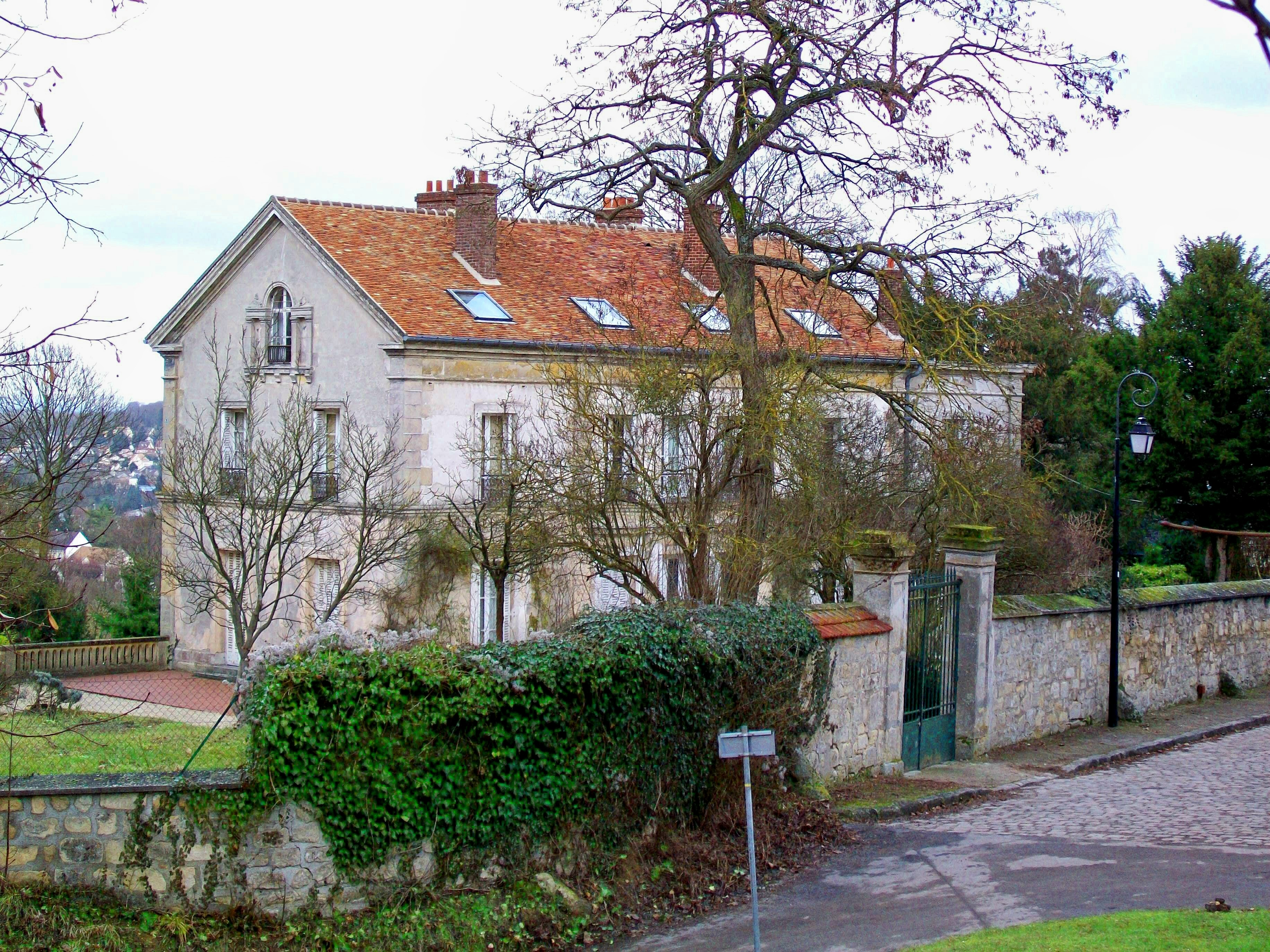
Le Clos Saint-Louis, e villa Saint-Côme, a casa de campo de um advogado parisiense no meio do XIX, sob a influência do estilo clássico. Ele está ao lado do Castelo de Saint-Côme.
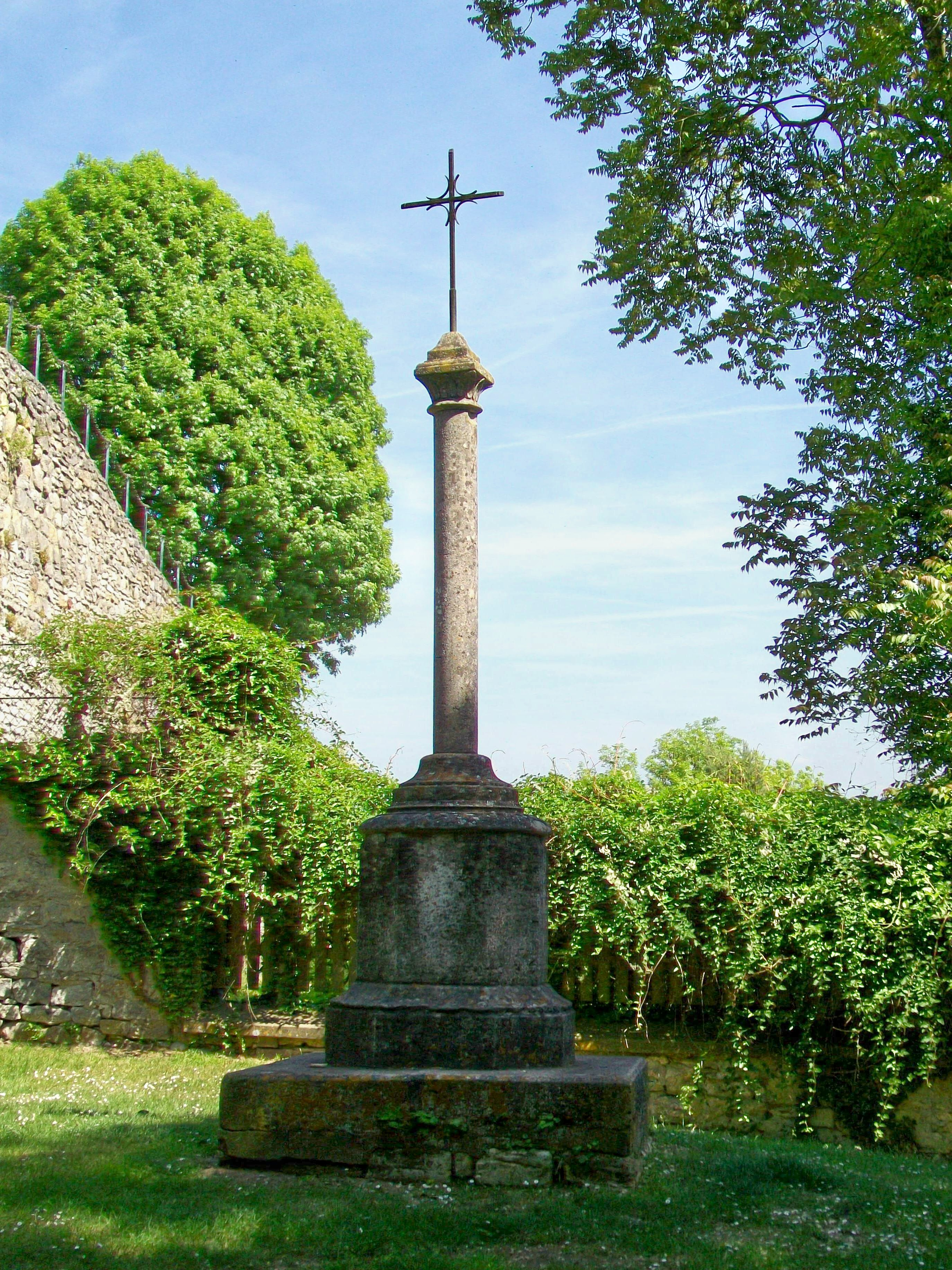
O Calvaire ou Croix Saint-Côme, sobre as alturas de Luzarches perto do muro do recinto do Château d'En-Haut.

- Castelo de Chauvigny: localizado a leste de Luzarches, a meio caminho entre a cidade e a aldeia de Gascourt. Chauvigny era o nome de um feudo senhorial, que pertencia à família de Le Coq, entre 1521 e 1654, e a família do Barão entre 1677 e 1740. Charles Barão, pai e filho, ocupou um alto cargo, incluindo a Câmara de contas, o Parlamento de Paris, e eram conselheiros do Rei. Em 13 de fevereiro de 1740, Mathieu-François Molé, já proprietário do Castelo de Champlâtreux vizinho, é a aquisição de Chauvigny. Nove anos mais tarde, ele teve de demolir e reconstruir o castelo, entre 1751 e 1757, em estilo neoclássico, muito elegante. Após a morte do filho de Molet, guilhotinado em 20 de abril de 1794, o castelo pertence à sua viúva que vende-lo para um comerciante de vinho em 1811: porque, Chauvigny nunca foi a residência de famílias nobres. O castelo é um edifício de tamanho considerável, apresentando-se como um bar de dois andares, com treze janelas em frente, andar por andar, com um telhado inclinado, de forma escondida, sem interesse arquitetônico particular. Na parte de trás de muitas das alterações que mudaram completamente a aparência do edifício, que se apresenta como uma imensa villa Art déco.
- Castelo de São Thaurin: localizado a leste de Luzarches, norte do D 922 para Thimécourt. Ele remonta ao início do Predefinição:S-[note 9] e não corresponde a qualquer feudo histórico, mas a sua arquitetura, é o do , com inspirações desenhada a partir do Renascimento e, em parte, no Castelo de Champlâtreux, que ele copia para o windows idênticas da mansarda. A fachada do castelo estão em perfeita harmonia, e a construção é de alta qualidade arquitetônica. A central ligeiramente salientes, e encimado por um frontão triangular, com uma janela oval; é emoldurada por duas colunas dóricas estilo de cada lado. O corpo da habitação tem três janelas em cada nível em ambos os lados do corpo central; em pleno cimbre e adornados com mascarões no piso térreo e retangular para o chão. Um jardim francês se espalha ao redor do castelo, que também é visível a partir do cemitério de Luzarches.

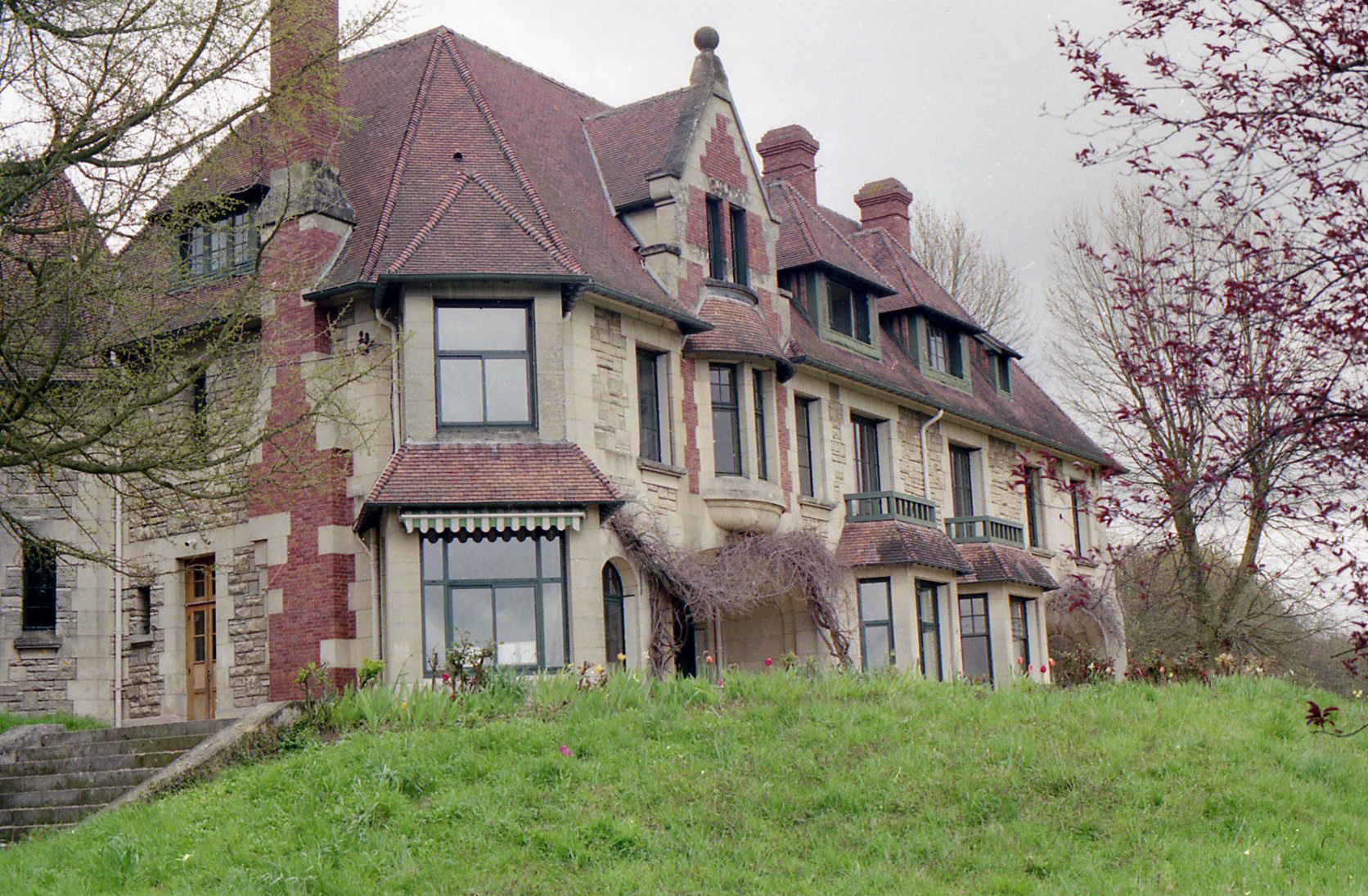
A maison des Champs.

- Maison des Champs ou Villa des Champs
- Château de Thimécourt ou manoir de l’Épinaie
- Lavoir de Gascourt
- Moulin de Luzarches ou moulin Bécherel
- Ferme de Chaumontel-les-Nonnains ou des Nonnains
- Moulin de Bertinval

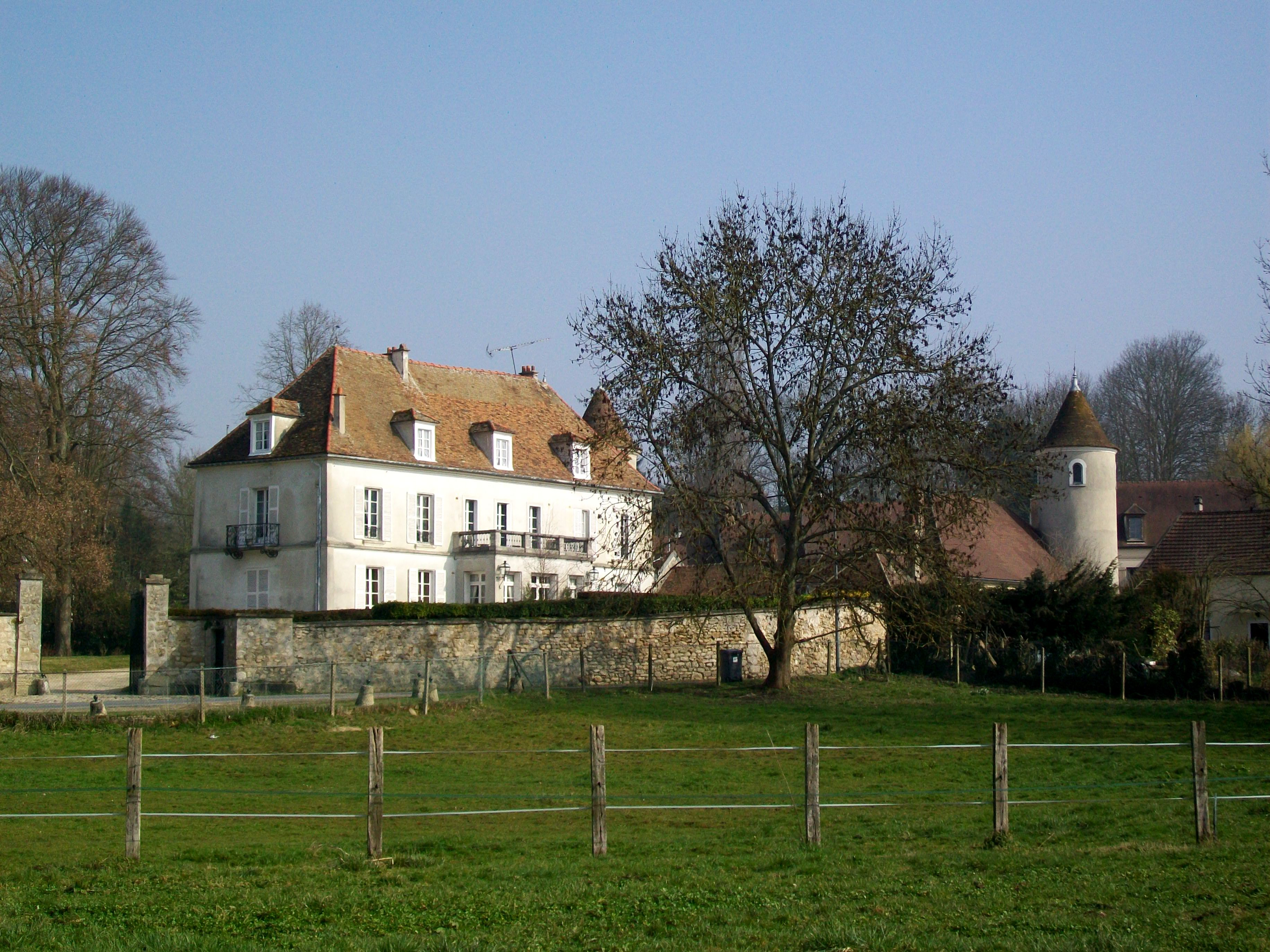
A mansão da Épinaie o hamlet de Thimécourt, que remonta ao século XVIII, mas incorpora alguns elementos de uma casa forte do século XIV, incluindo duas torres com um telhado em moleiro.
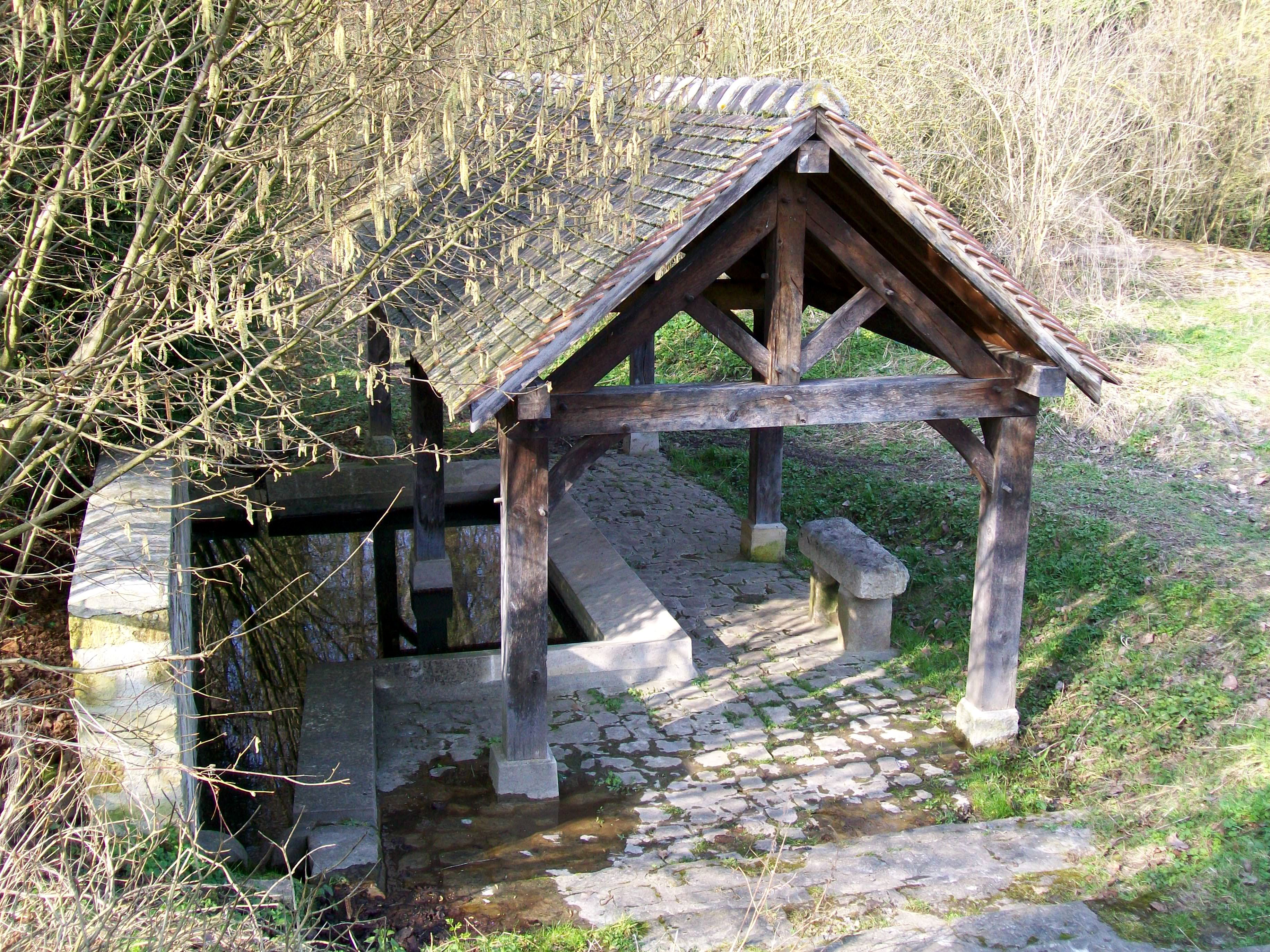
O lavatório de Gascourt, estabelecida em um riacho que alimenta o Popelin. Esta lavatório é uma reconstrução do lavatório de origem, do qual apenas o pavimento e as pedras foram capazes de ser recuperadas.
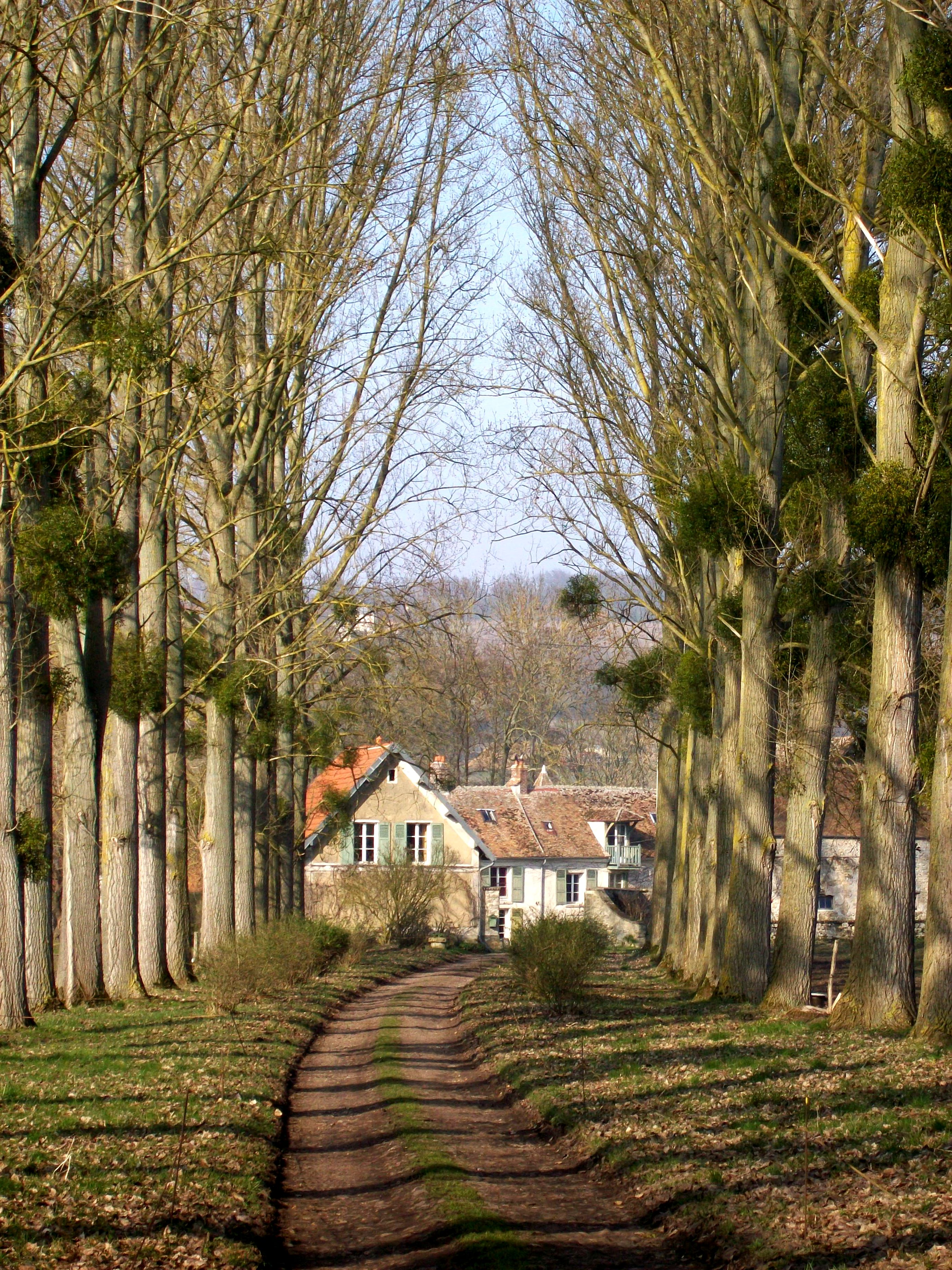
O "moulin de Luzarches", que já havia perdido a sua actividade na fábrica, antes da transformação, que lhe deu seu aspecto atual, no início do século XX.
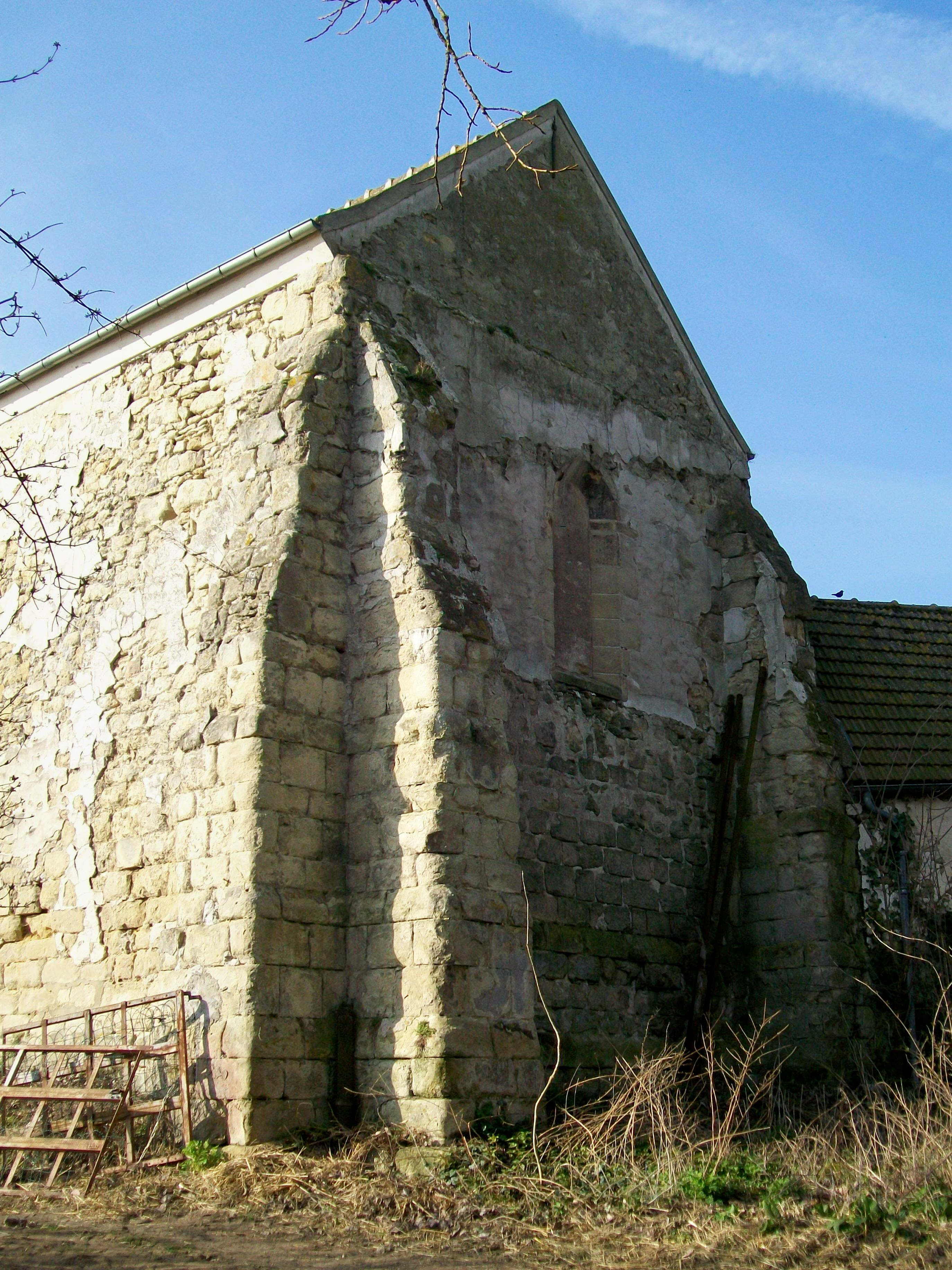
A abside da antiga capela de Chaumontel, utilizado como estável por centenas de anos. Na fachada norte, e uma segunda janela em arco apontado permanece visível.
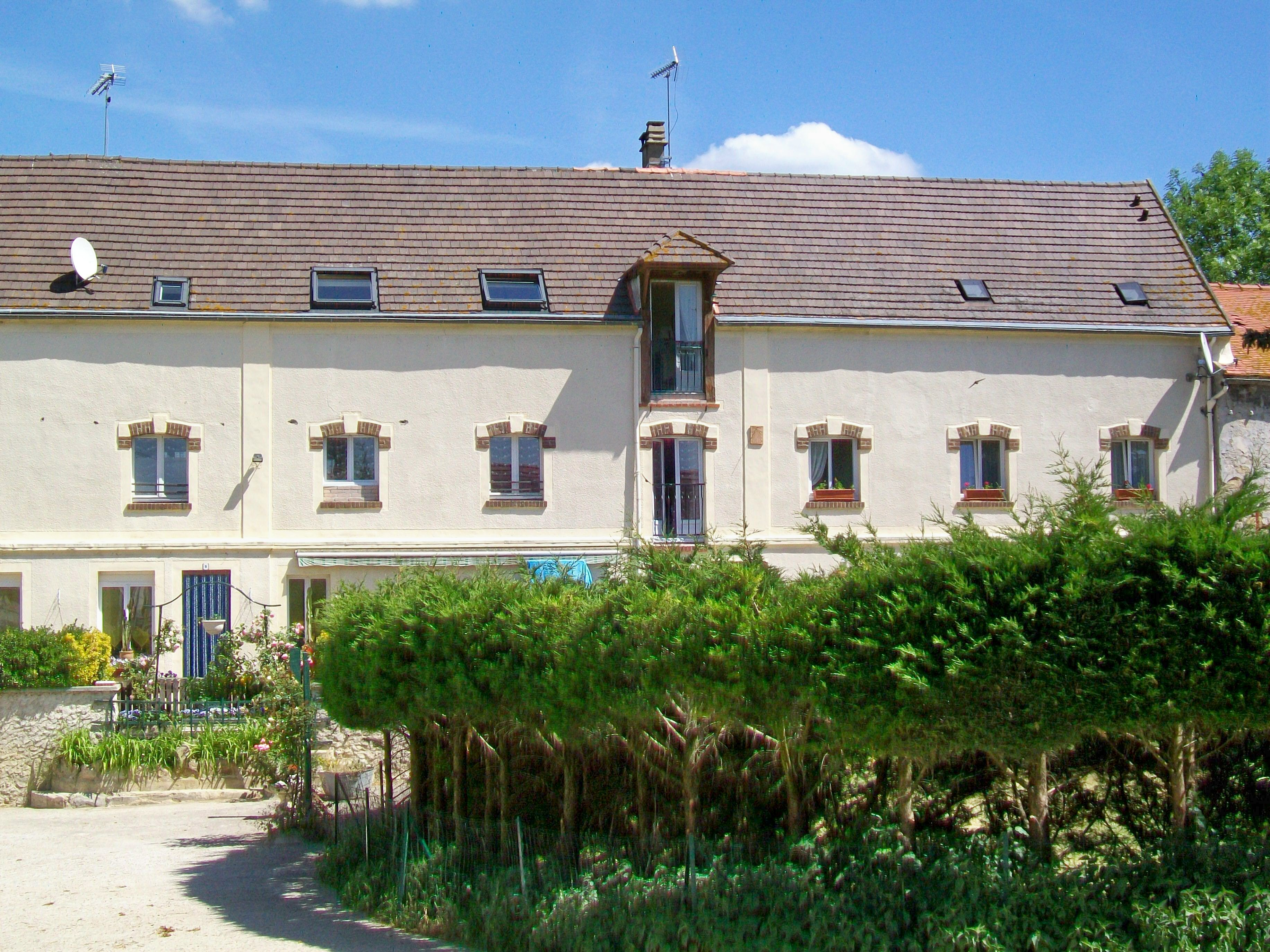
O edifício principal do antigo moinho de Bertinval, após sua conversão em habitação. A fazenda de edifícios em redor do pátio ainda continua.

## Personalidades ligadas à comuna
- Robert de Luzarches (1160-1222), arquiteto do rei Filipe Augusto.
- Sophie Arnould (1740-1802), cantora; adquiriu o convento de Rocquement em 1790.
- Madame de Staël (1766-1817), romancista e ensaísta; muitas vezes encontra-se a Herivaux em seu amante Benjamin Constant.
- Benjamin Constant (1767-1830), romancista e político; proprietário da abadia de Herivaux e administrador do cantão de Luzarches entre 1795 e 1801.
- Paul Broca (1824-1880), médico e senador; adquiriu o antigo castelo de Saint-Côme em 1872.
- Claude Autant-Lara (1901-2000), diretor de filmes.
- Bernard-Henri Levy (nascido em 1948), escritor e filósofo.
- Christine Albanel (nascida em 1955), ministra da Cultura de 2007 a 2009.
- Catherine Fleury (nascida em 1966), campeã olímpica de judô em 1992.

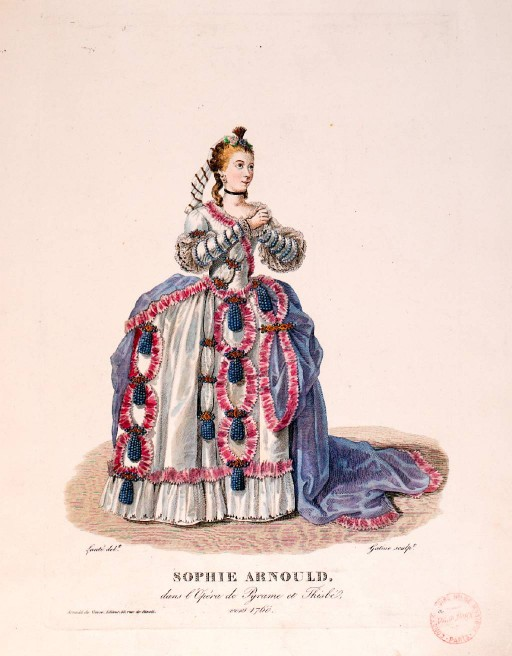
Sophie Arnould em 1760.
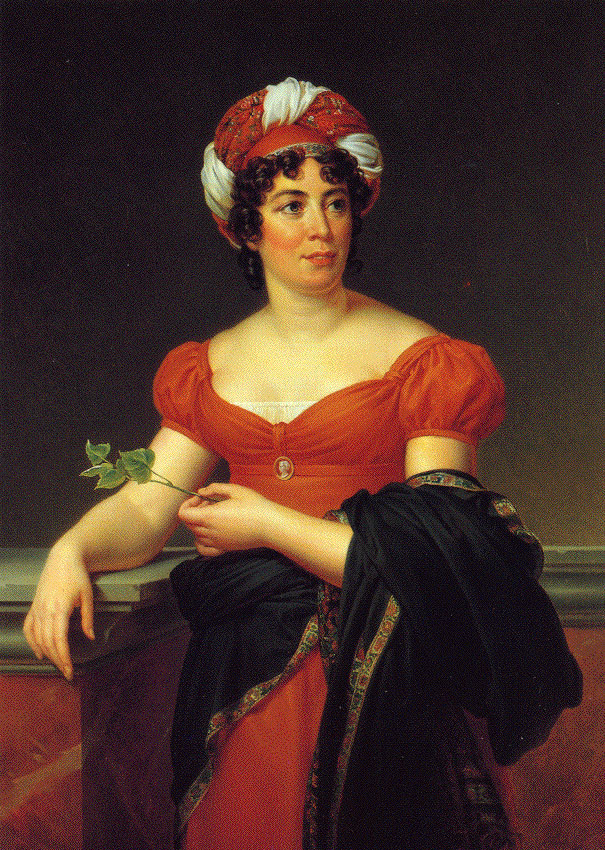
Madame de Staël.
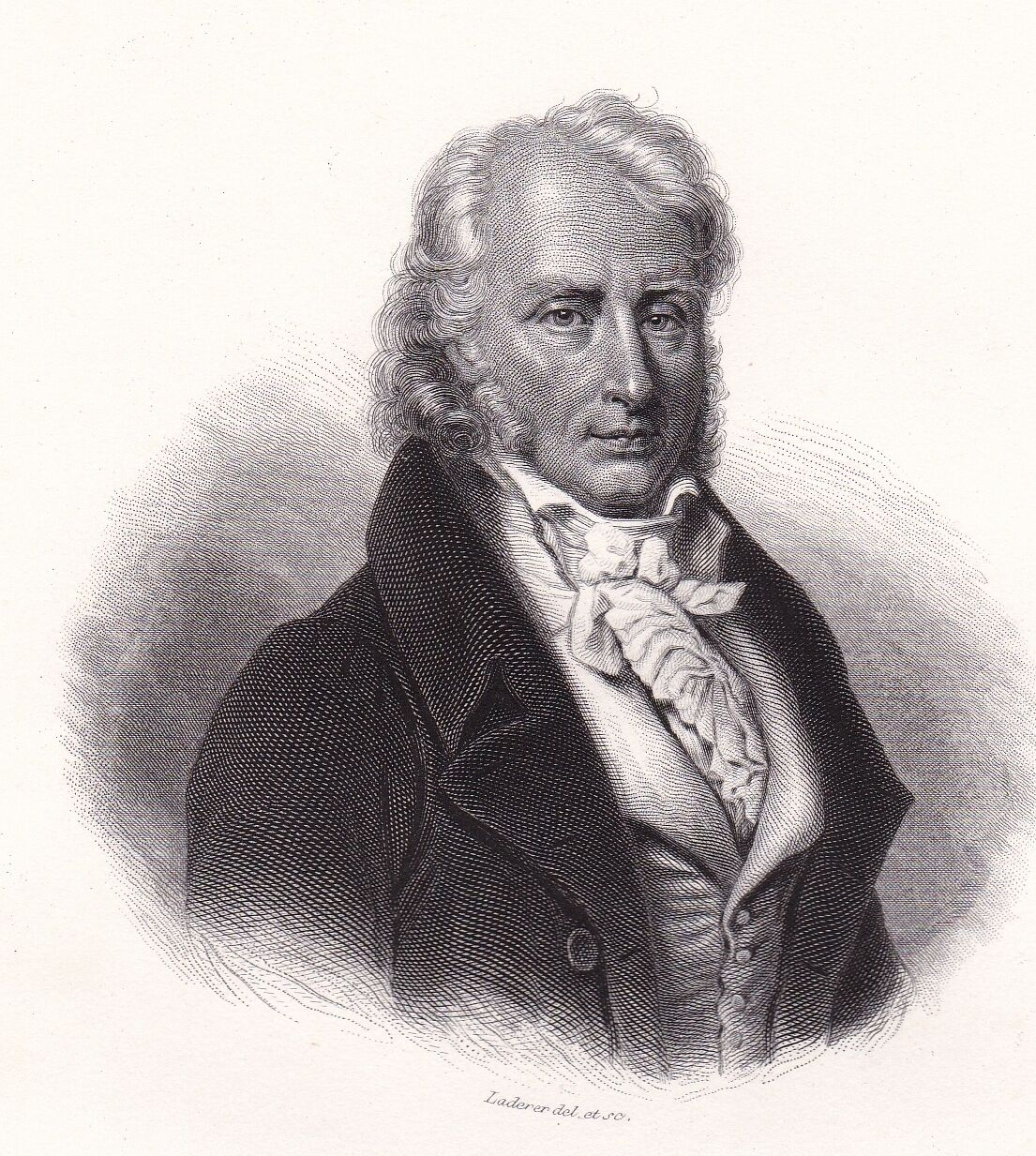
Benjamin Constant.
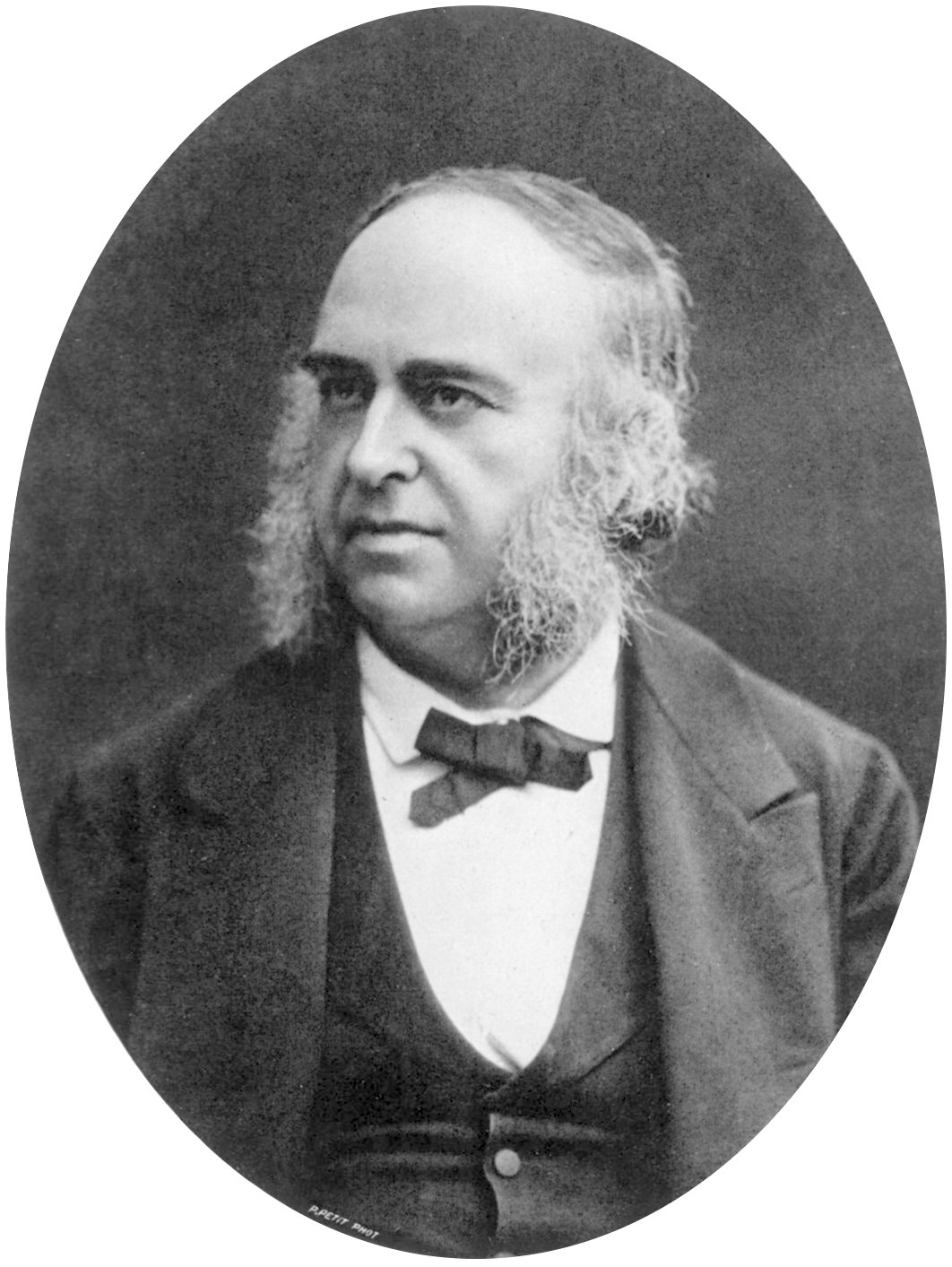
Paul Pierre Broca.
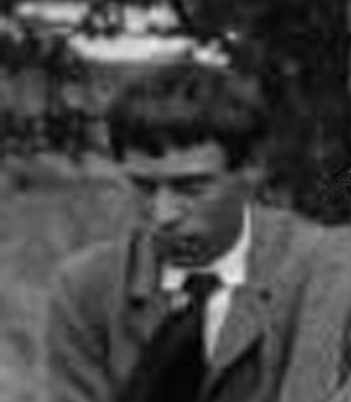
Louis Jouvet em 1913.
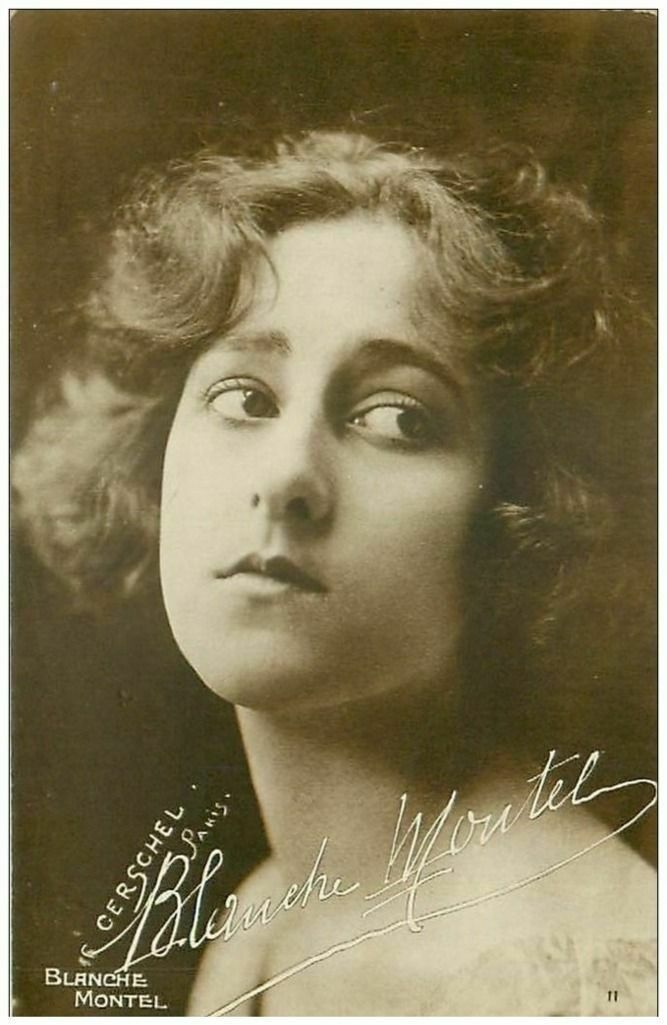
Rose Blanche Jeanne Montel.